# Улица Советская (Курган)
Сове́тская улица — одна из первых улиц города Кургана. Отличается тем, что на ней сохранилось самое большое количество домов дореволюционной постройки.

## Расположение
Улица проходит с юго-запада на северо-восток от набережной реки Тобол до мелькомбината (комбинат хлебопродуктов АО «Макфа»).

## История
Название Дворянская устойчиво закрепляется за улицей с начала XIX века. В 1920 году переименована в Советскую.
В 2020 году установлена тротуарная плитка на участке от улицы Ленина до улицы Володарского — более 3200 м².

## Пересекает улицы
- Улица Набережная
- Улица Красина
- Улица Кирова
- Улица Томина
- Улица Володарского
- Улица Комсомольская
- Улица Ленина
- Улица Пичугина
- Пролетарская улица
- Улица 1-я Заводская
- Улица Савельева
- Улица Кравченко
- Улица Аргентовского
- Улица Бурова-Петрова
- Улица Блюхера

## Примечательные здания

### Нечётная сторона

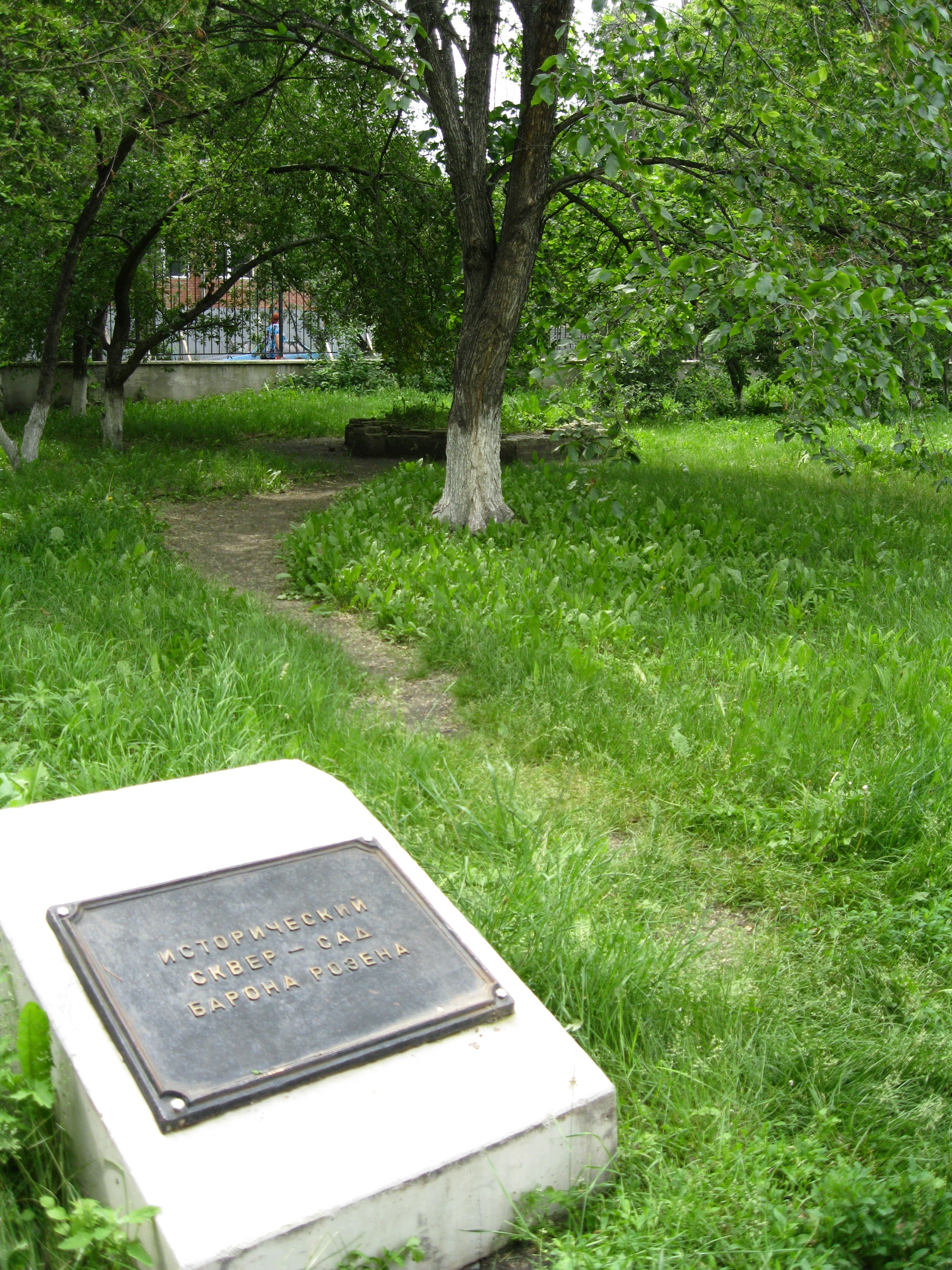
Сад барона Розена на Дворянской улице

- № 67 — Детская школа искусств № 1 (Дом декабриста барона А. Е. Розена с Историческим садом. Здесь в 1837 проживал В. А. Жуковский).
- № 69 — Дом купца Борисова (построен в 1907).
- № 73 — Торговая лавка постройки 1890-х.
- № 75 — Дом И. П. Колпакова, образец купеческого особняка конца XIX века, ставшего административным зданием (построен в 1890 г.).
- № 81 — Дом купцов Корнильцевых, построен в начале XX века. В ноябре 1919 здесь была создана Курганская комсомольская организация.
- № 83 — Жилой дом С. И. Корнильцева.
- № 95 — Дом Рылова (построен в 1885).
- № 105 — Магазин купца В. И. Окладовикова, построено в 1890. Провинциальный стиль с элементами модерна.
- № 123 — Жилой дом Иконниковых, построен в 1900-е. Кирпичный, в провинциальном стиле с ориентацией на жёсткие классические элементы.
- № 131 — Номера Васильевых, построены в 1876. В 1917—1918 здесь работал Совет рабочих, крестьянских и солдатских депутатов.
- № 135 — Усадьба горожанина (построена в 1884).
- № 143 — Жилой дом Я. Н. Стрельникова (построен в 1909).
- № 149 — Дом врача Державина.
- № 151 — Здание «Лесной школы», построено в 1880-е. Это первое профессиональное учебное заведение в городе, открылось в 1893. Мемориальная доска Герою Советского Союза Ф. В. Елисееву.
- № 155-а — Торговая лавка (построена в 1890-е).

### Чётная сторона
- № 22 — Жилой дом Г. П. Шубского постройки до 1917.
- № 60 — Дом крестьянина Ф. И. Пинаева, построен в 1910.
- № 66, корп. 1 — Дом адвоката Гладкова, построен в 1907—1908 в стиле эклектики.
- № 88 — Жилой дом Андреева (построен в 1900).
- № 92 — Дом А. И. Кочешева, построен в 1900. Здесь находилась редакция и типография газеты «Известия» Курганского Совета рабочих и солдатских депутатов, редактором которой был И. Я. Пуриц.
- № 94 — Здание старейшего кинотеатра «Прогресс», в котором он находился в 1911—2001.
- № 98 — Торговый дом И. И. Екимова (построены в 1880-х).
- № 104 — Театр кукол «Гулливер». Здесь в 1917—1920 находился Курганский революционный комитет. Мемориальная доска поэту С. А. Васильеву.
- № 110 — Жилой дом М. Т. Галямина (построен в 1890).
- № 116 — Дом 1887—1888 годов постройки. Здесь в осенью 1917 была создана Курганская большевистская организация.
- № 120 — Жилой дом Троицкого причта.
- № 122 — Жилой дом Троицкого причта.
- № 132/1 — Дворянская жилая усадьба с провинциальными отголосками стиля барокко.
- № 142 — Торгово-жилое здание купца Д.П. Кропанина (построено в 1900-е).
- № 158 — Жилой дом М. И. Черепанова.
- № 160 — Жилой дом Я. Н. Стрельникова (построен в 1890-е).

## Транспорт
По улице ходит автомобильный транспорт местных жителей.

## Фотогалерея

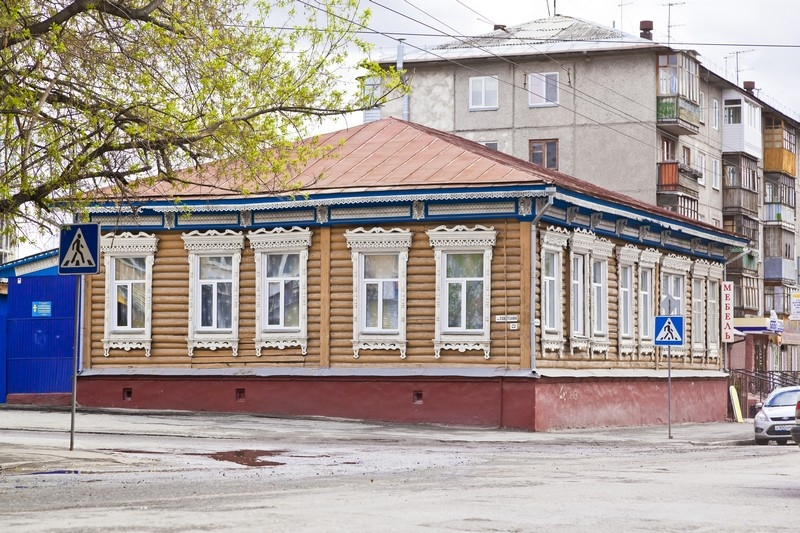
Советская ул., 22
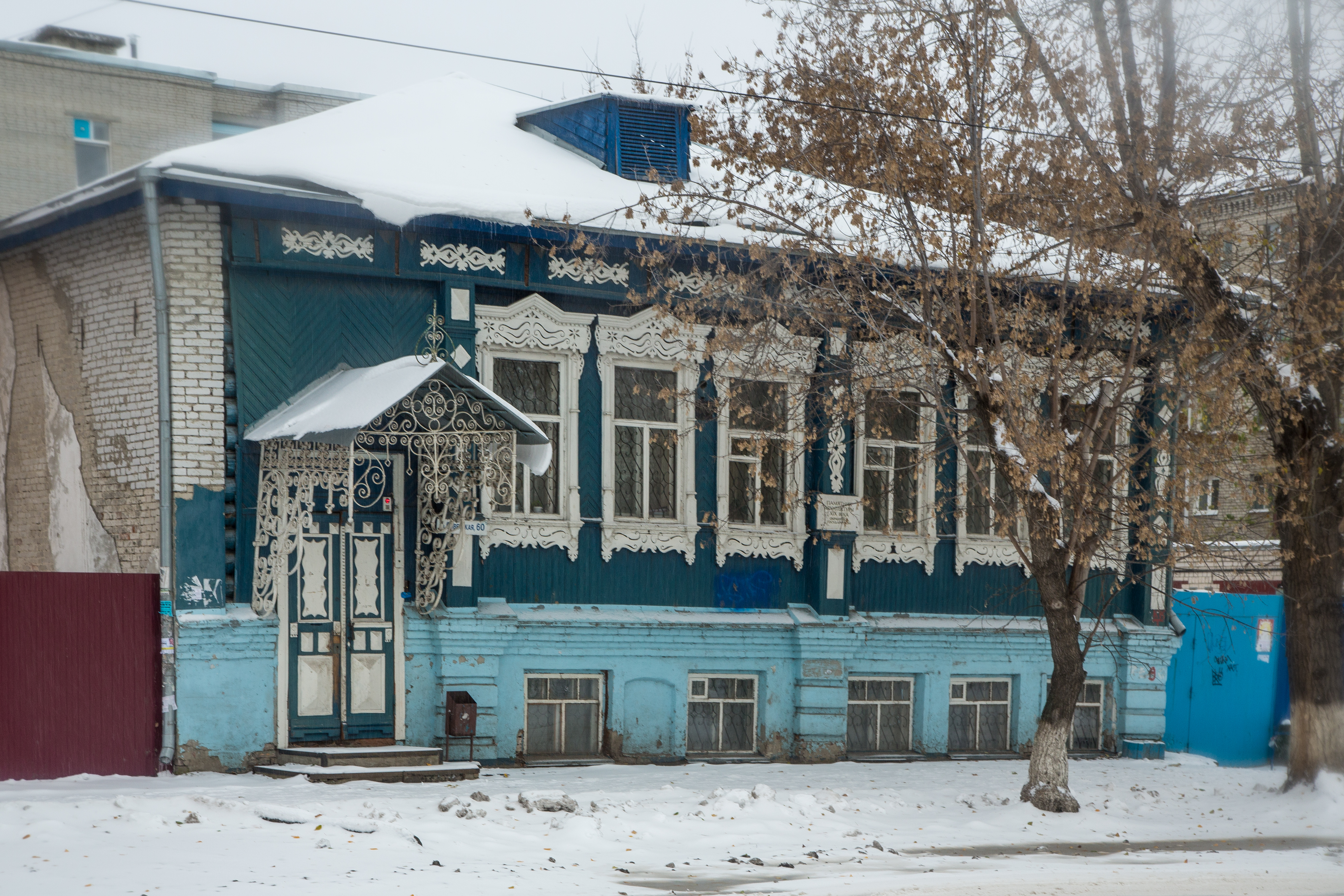
Советская ул., 60
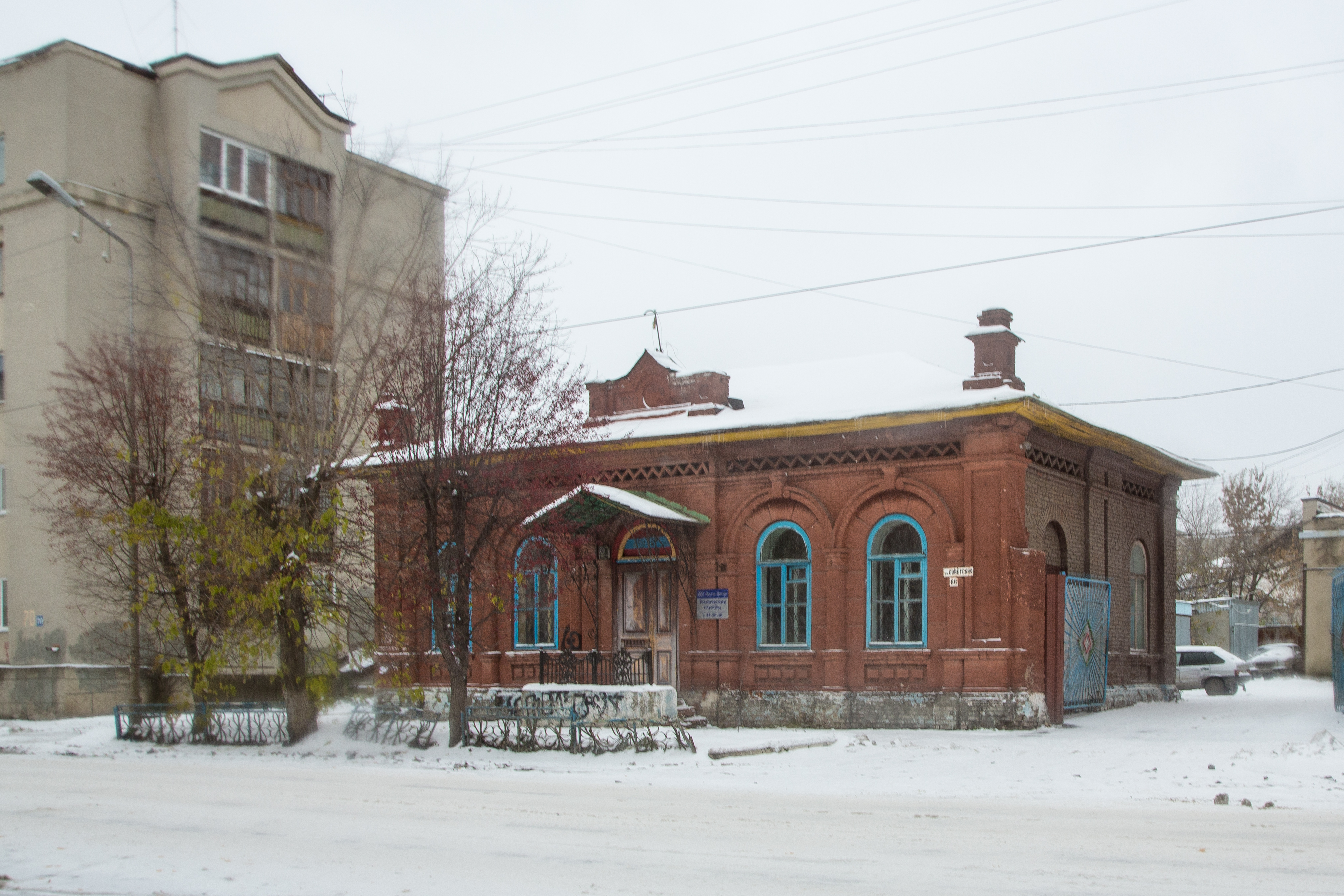
Советская ул., 66, корп. 1
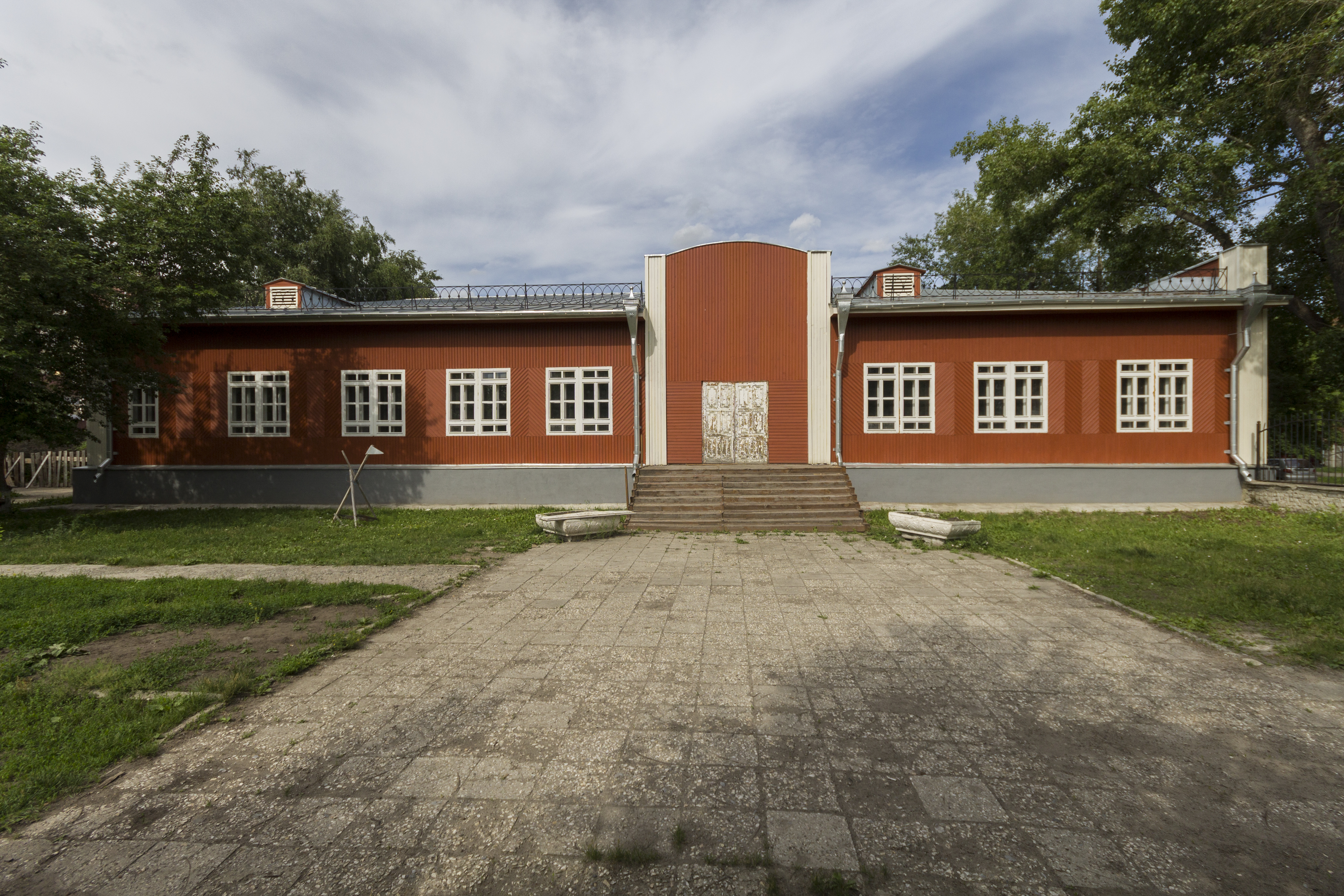
Советская ул., 67
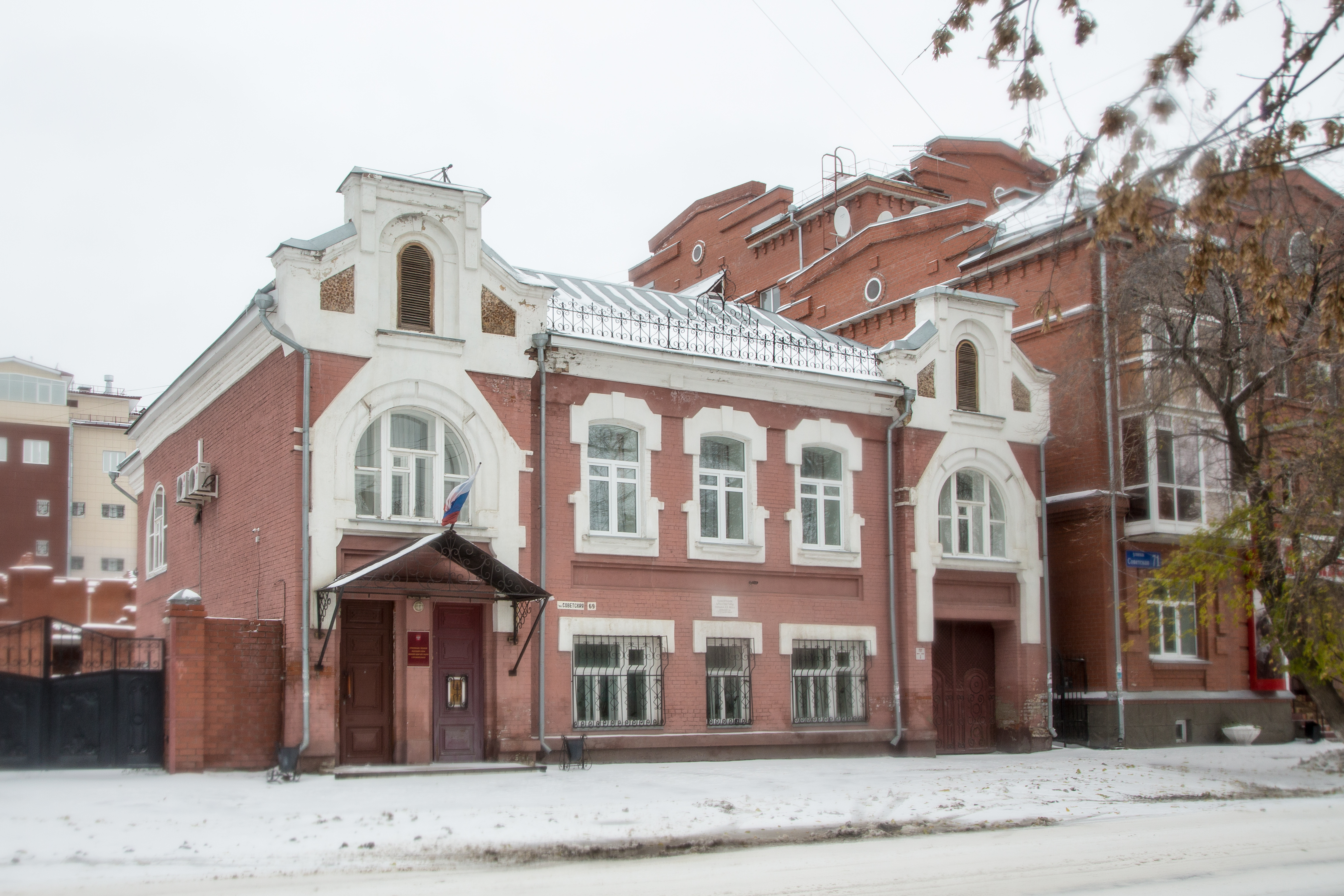
Советская ул., 69
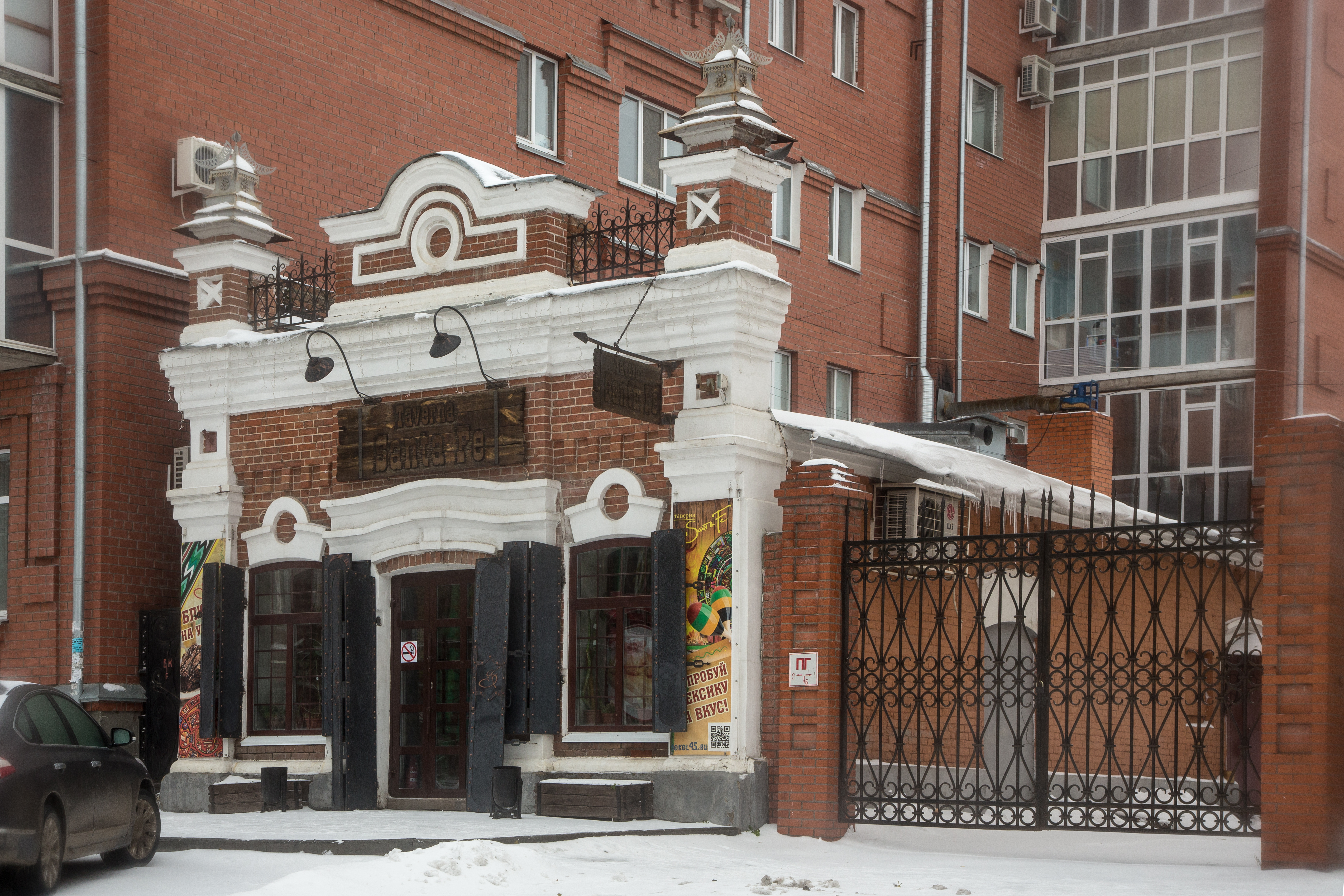
Советская ул., 73
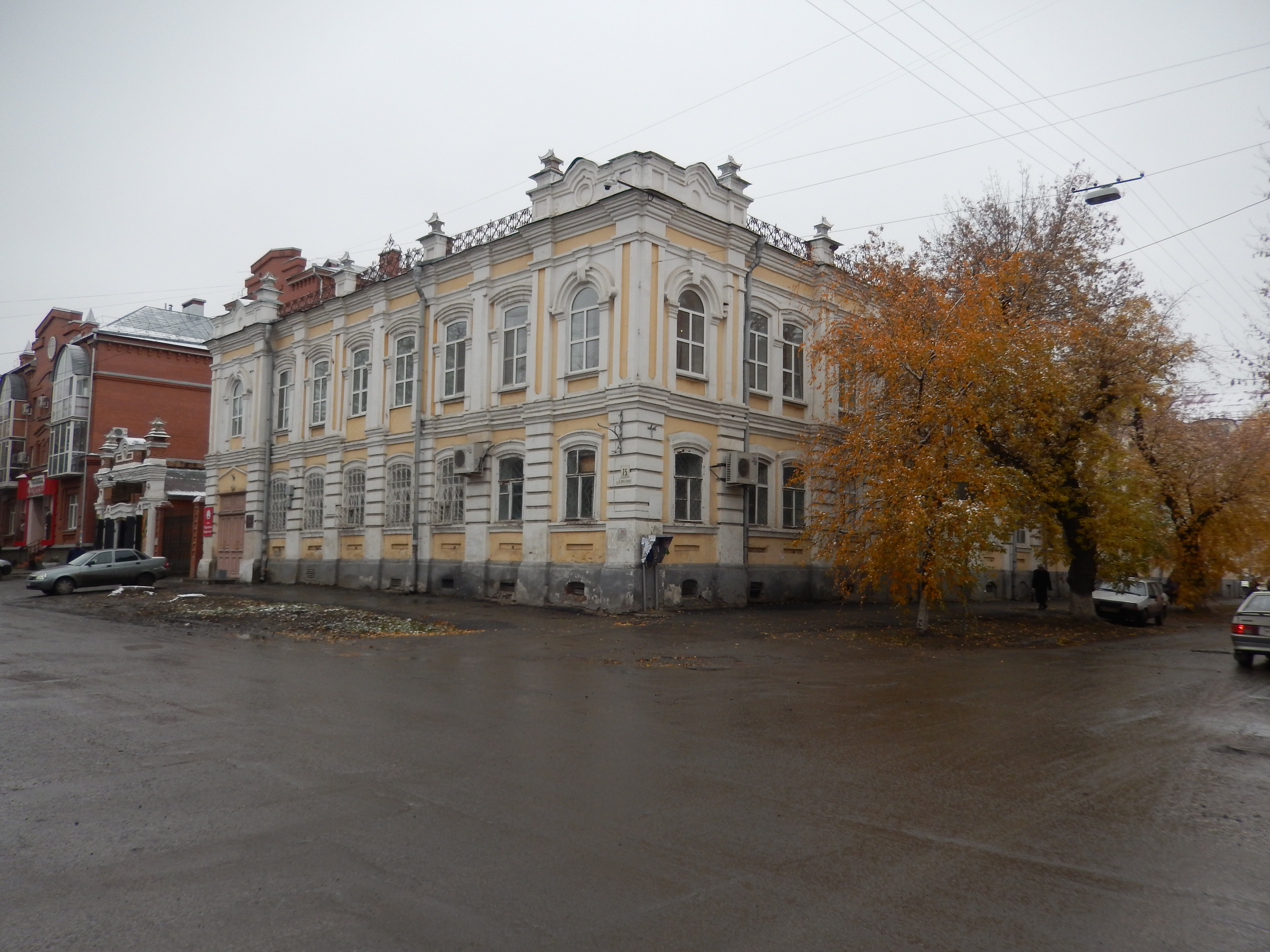
Советская ул., 75
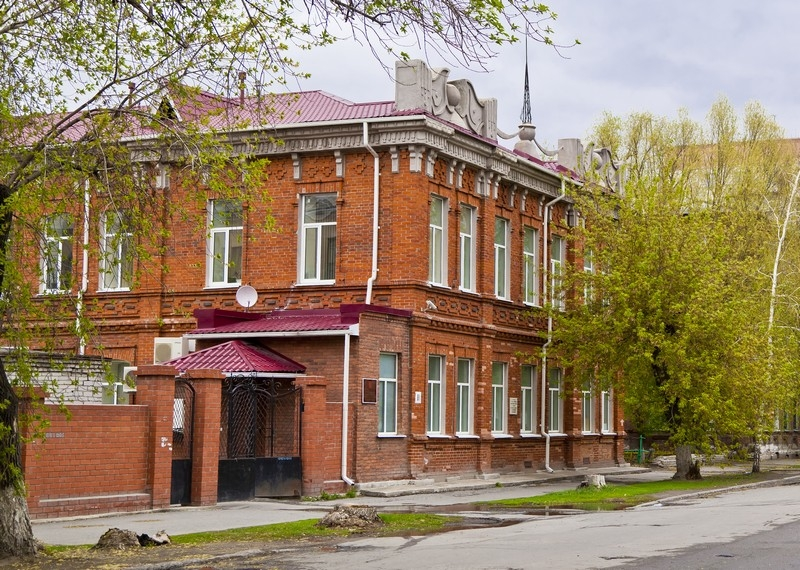
Советская ул., 81
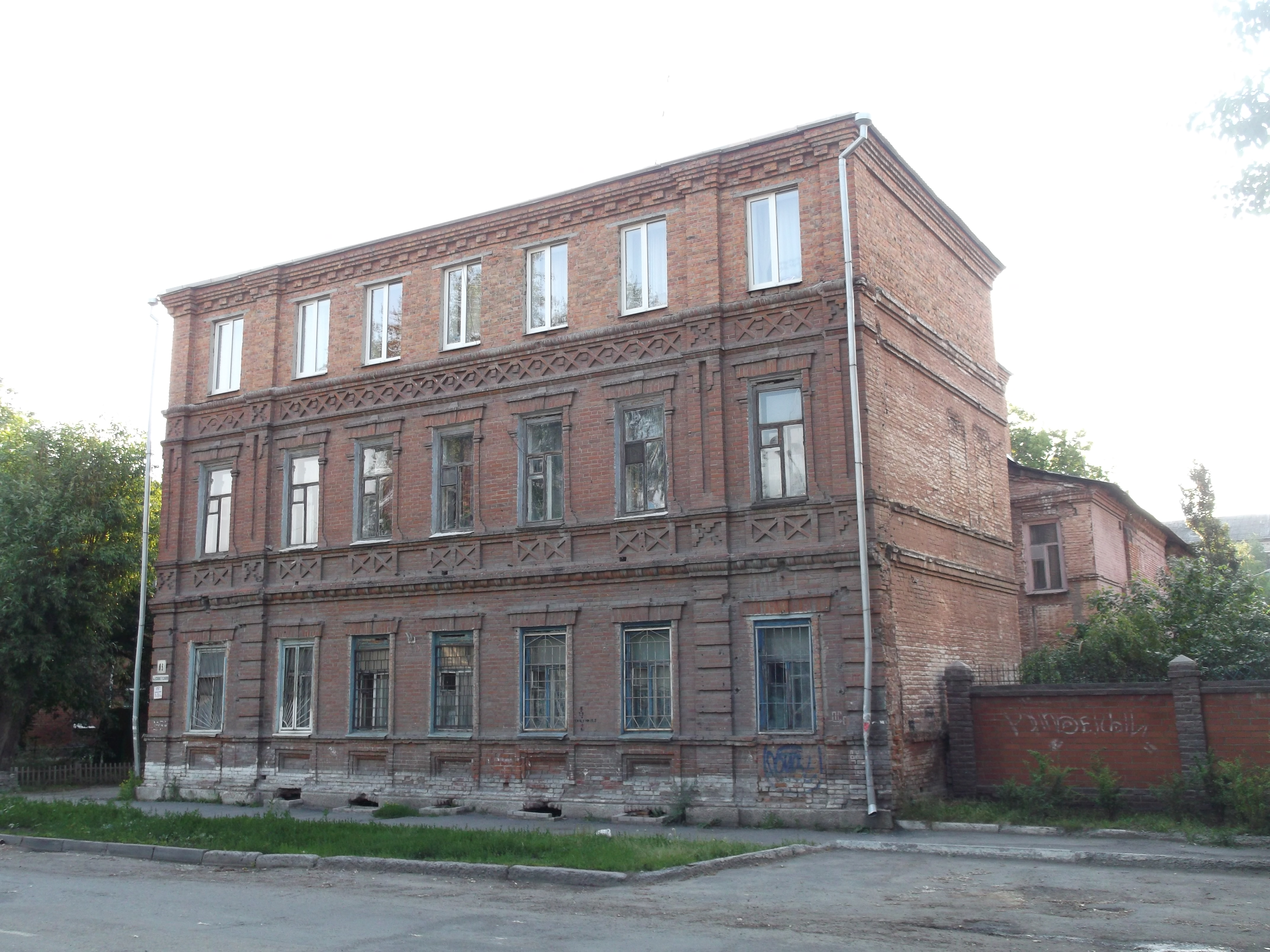
Советская ул., 83
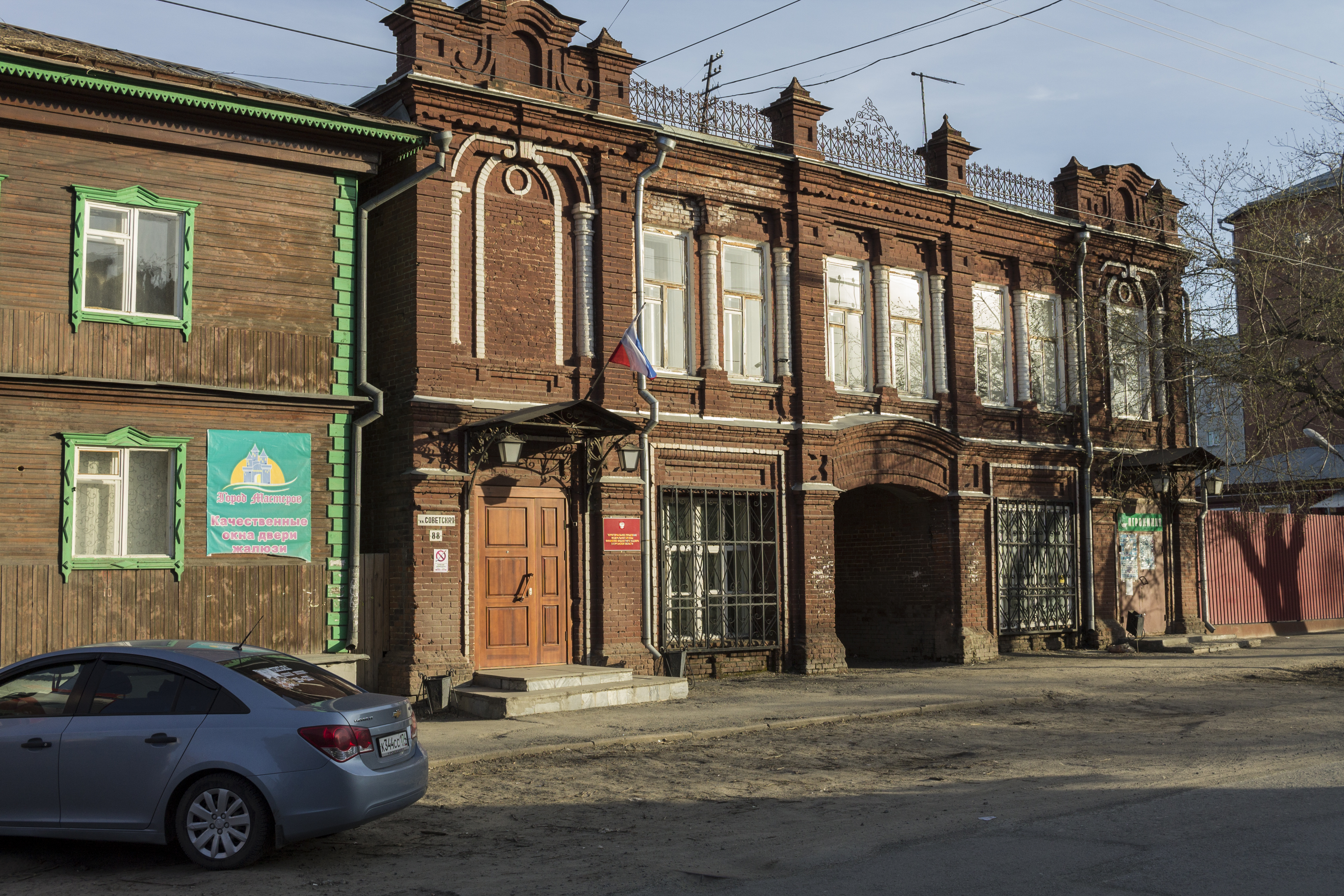
Советская ул., 88
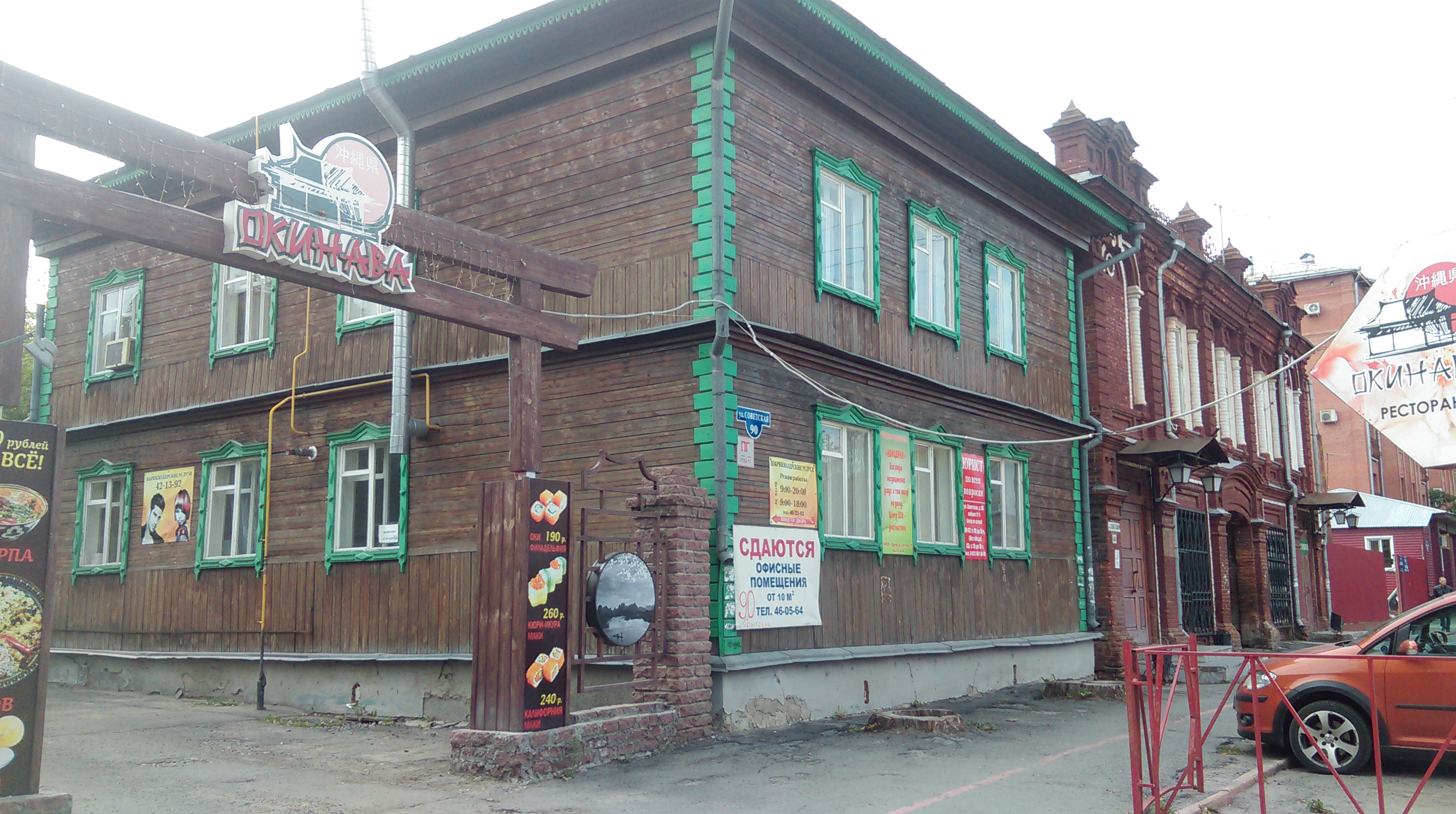
Советская ул., 90
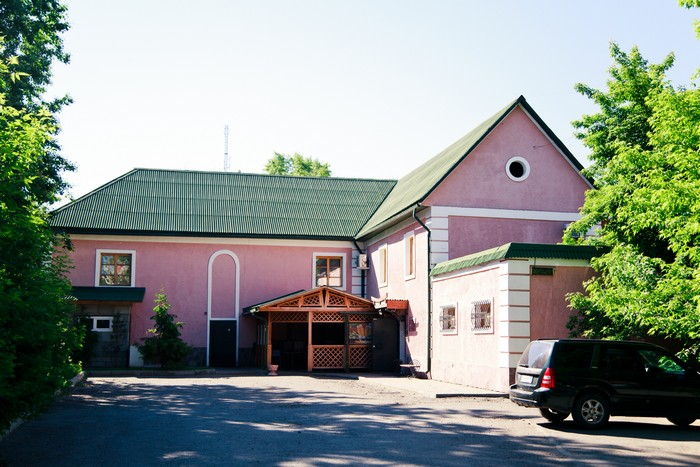
Советская ул., 90а
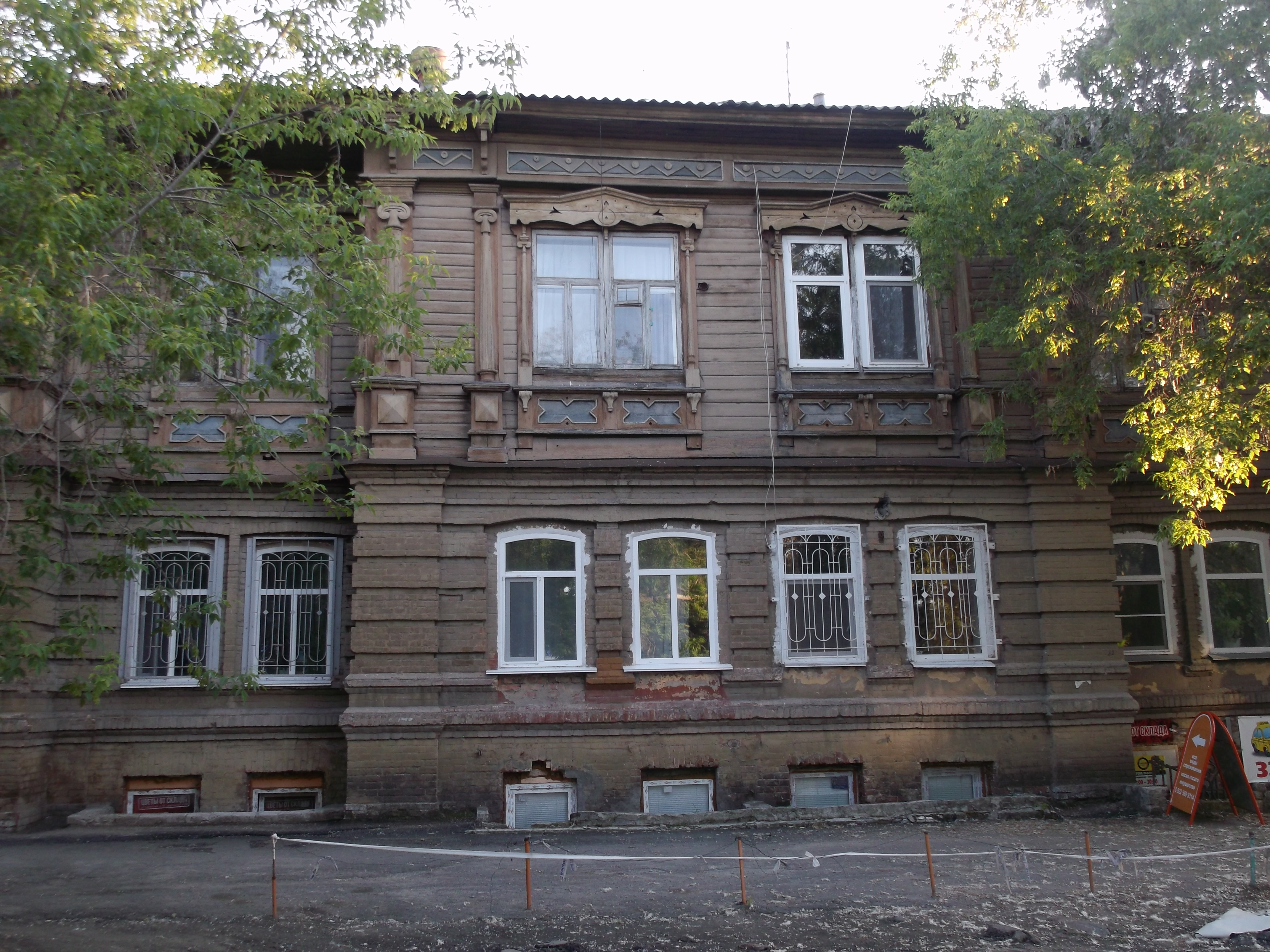
Советская ул., 92
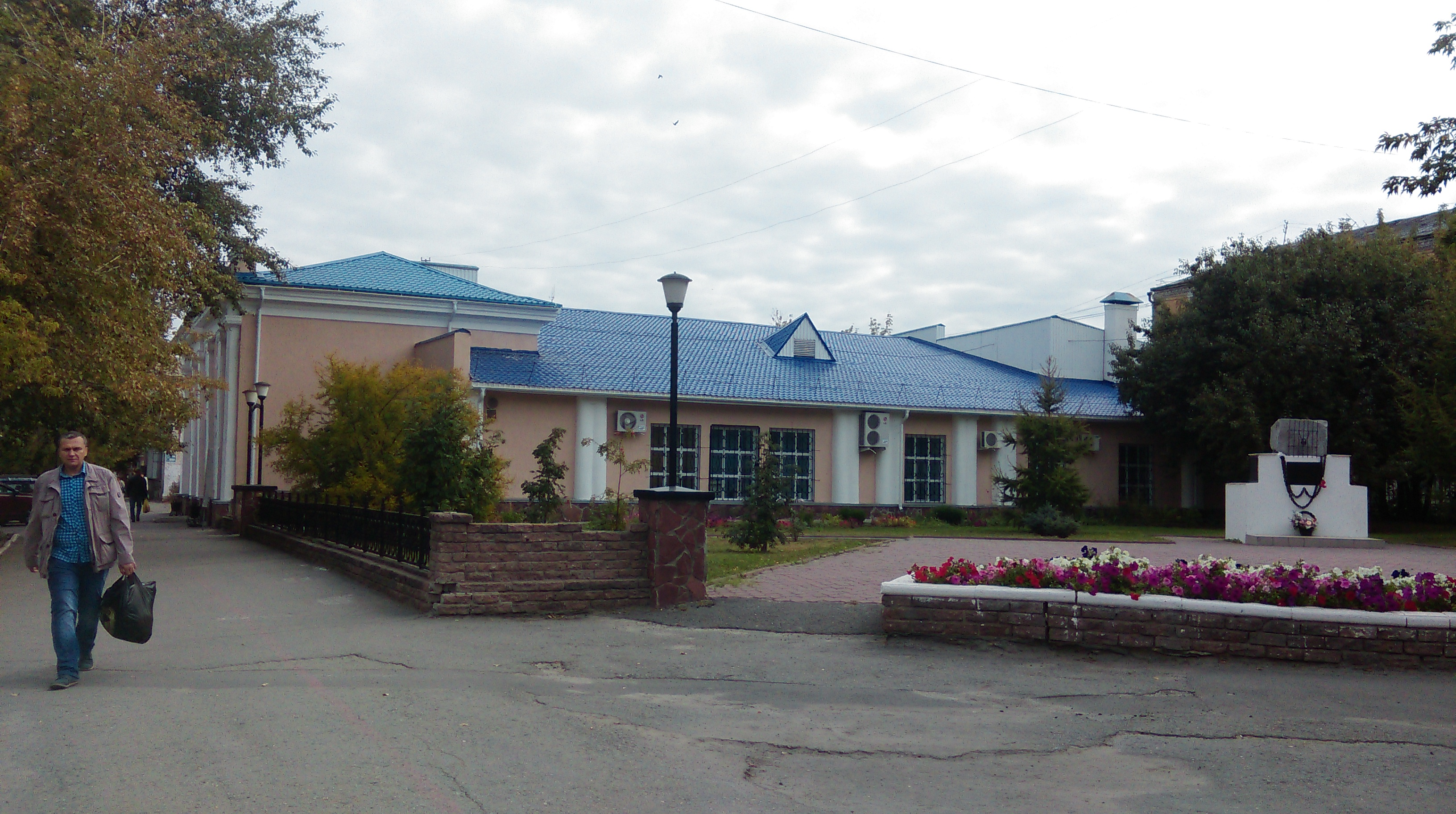
Советская ул., 94
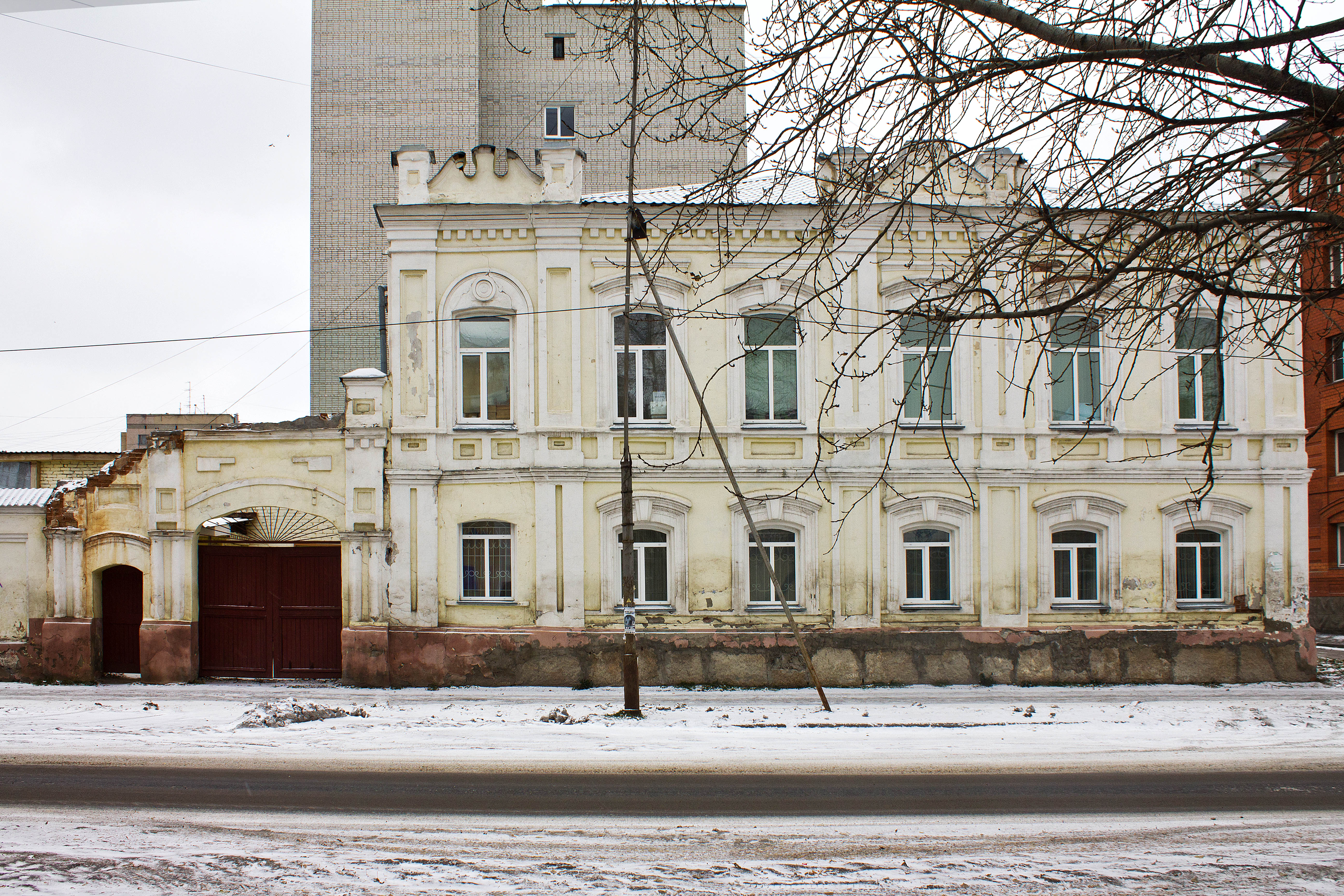
Советская ул., 95
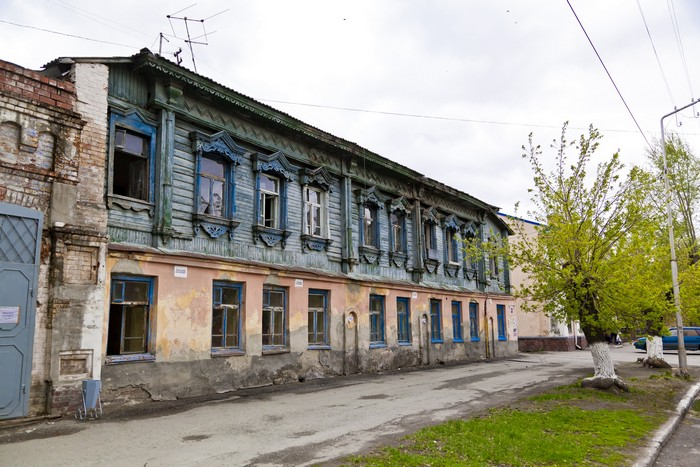
Советская ул., 96
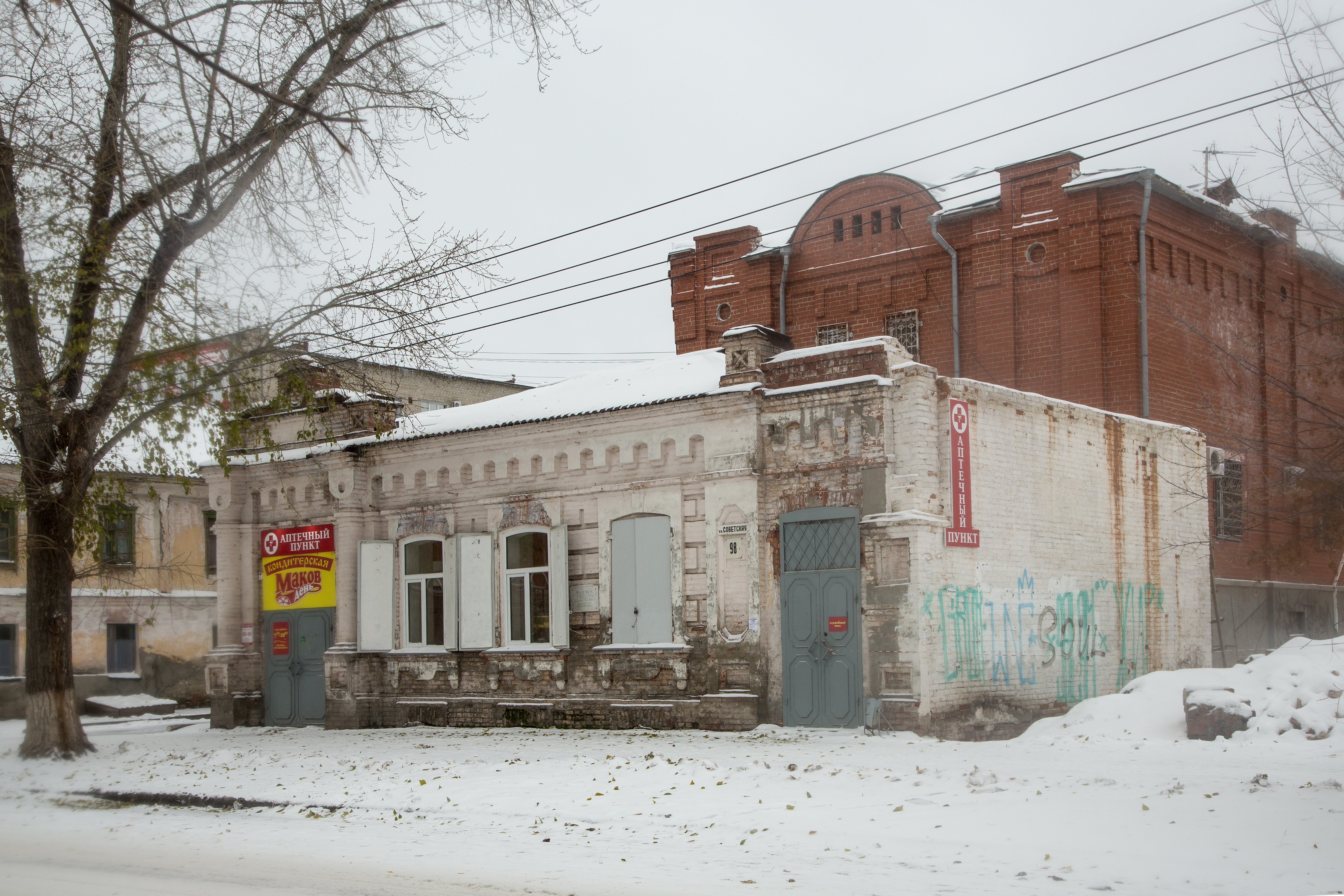
Советская ул., 98
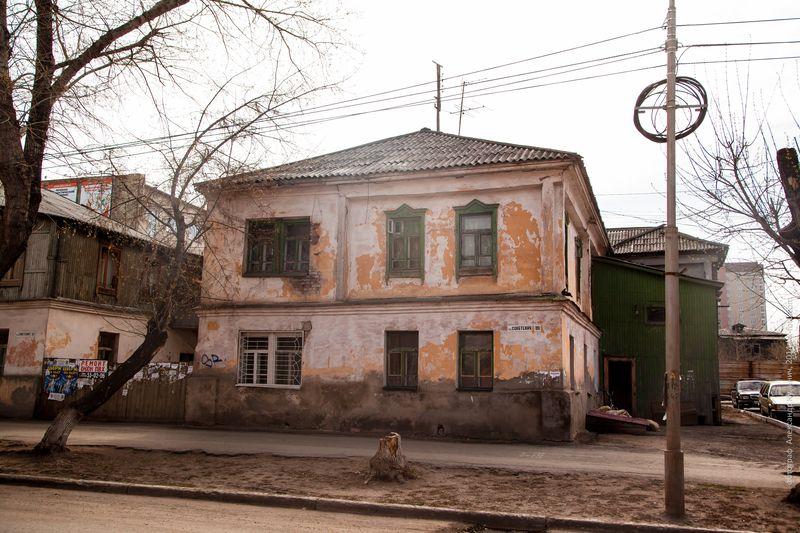
Советская ул., 100
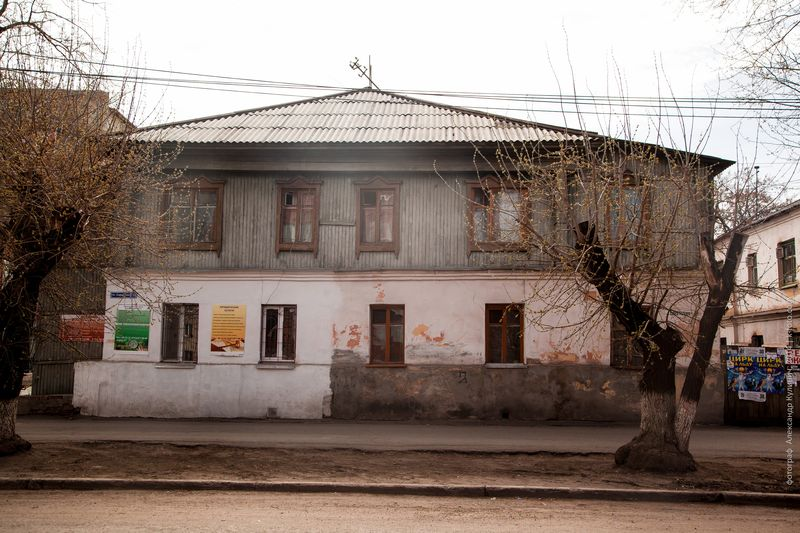
Советская ул., 102
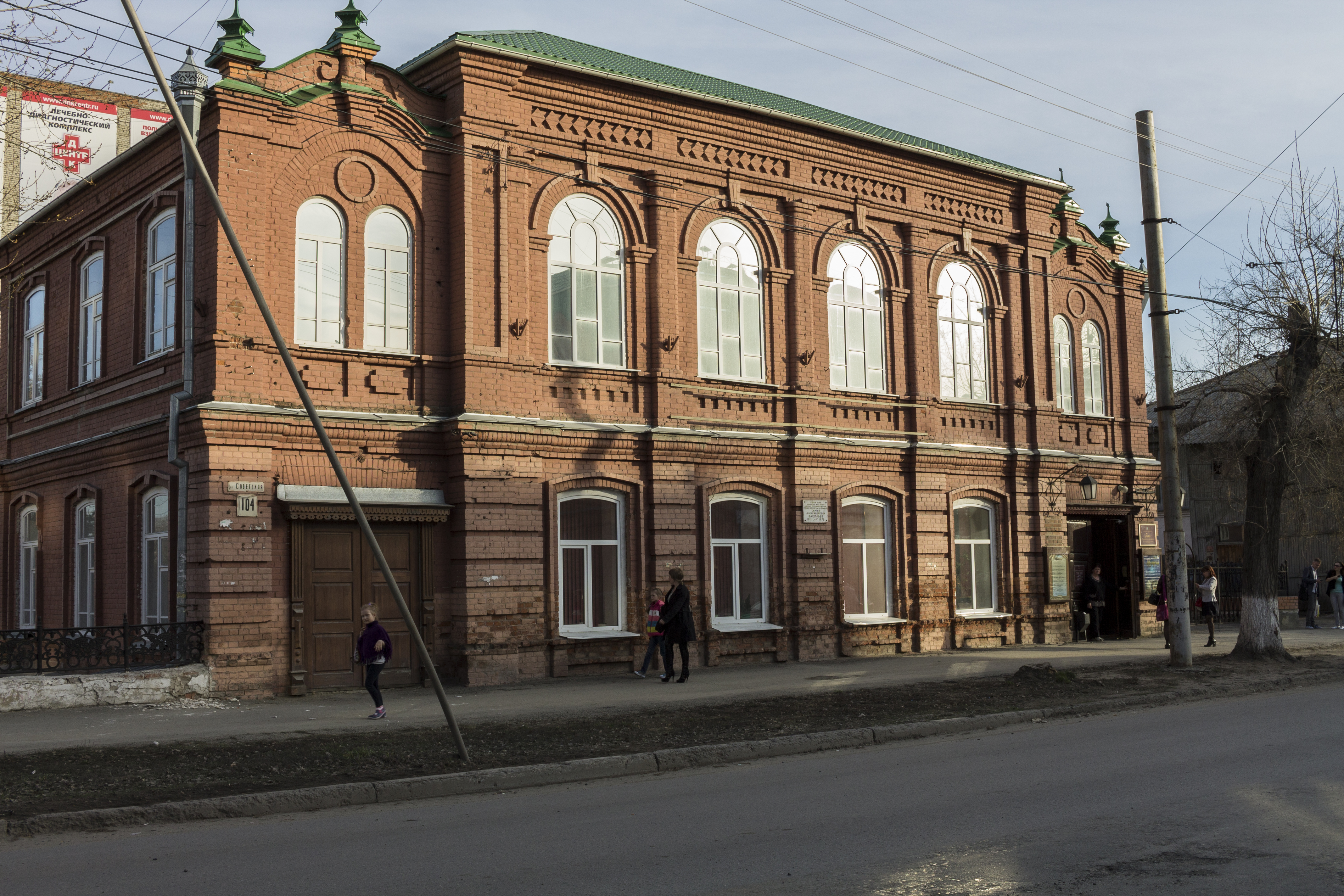
Советская ул., 104
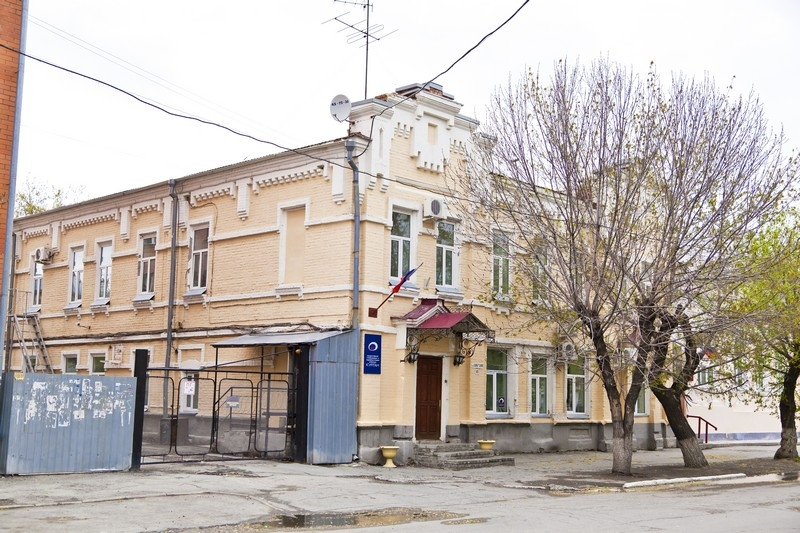
Советская ул., 105
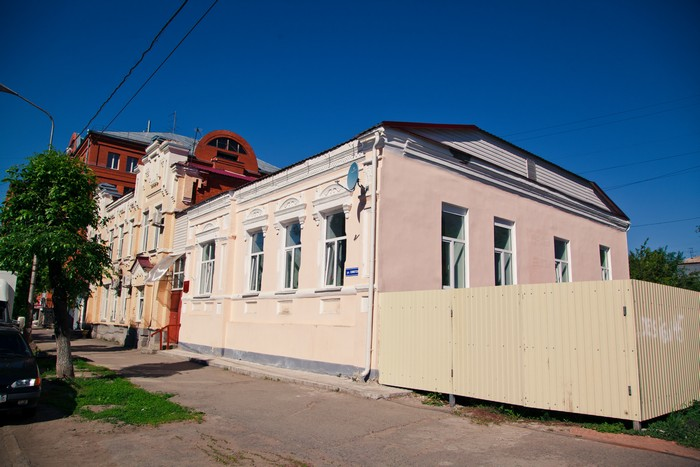
Советская ул., 107
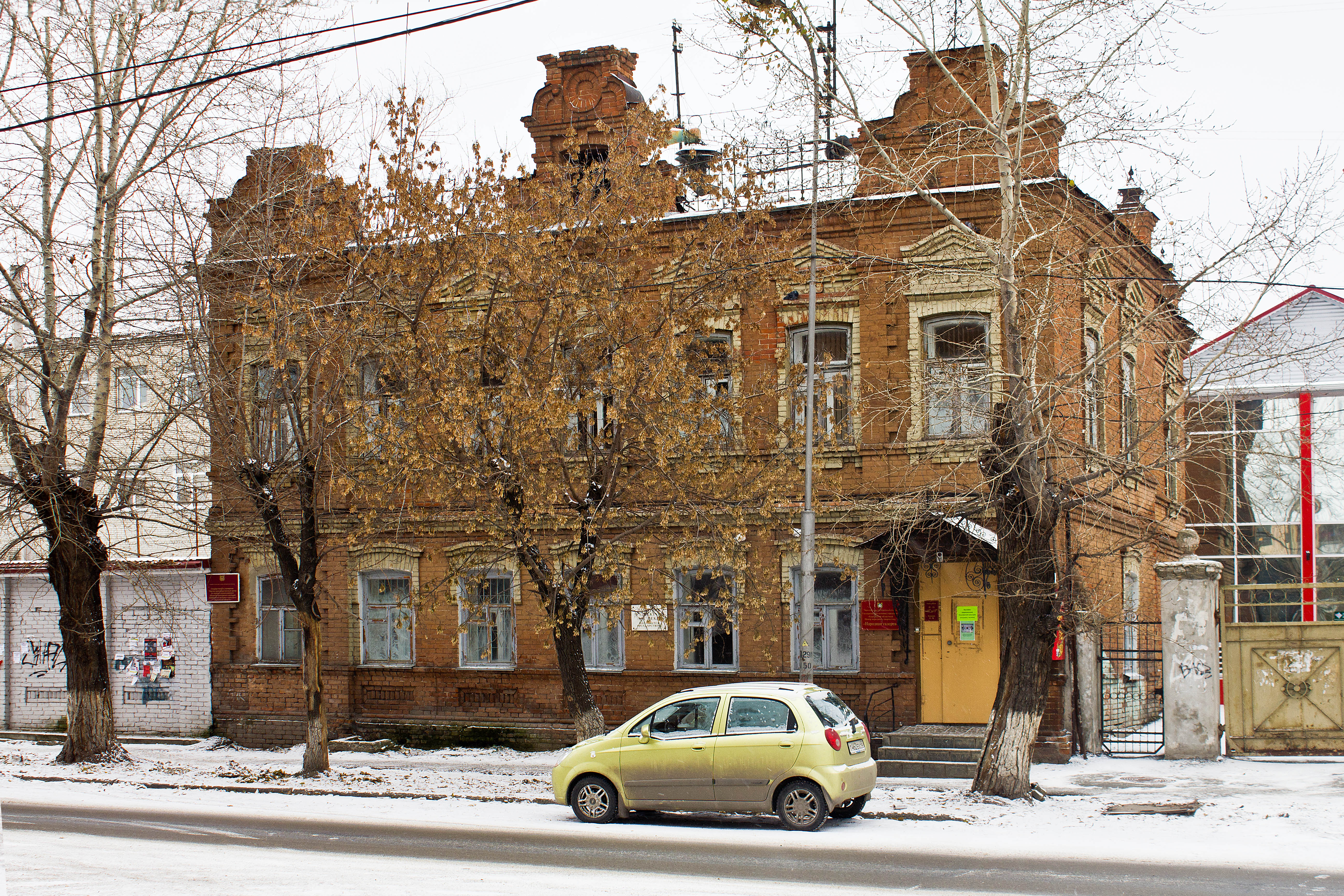
Советская ул., 110
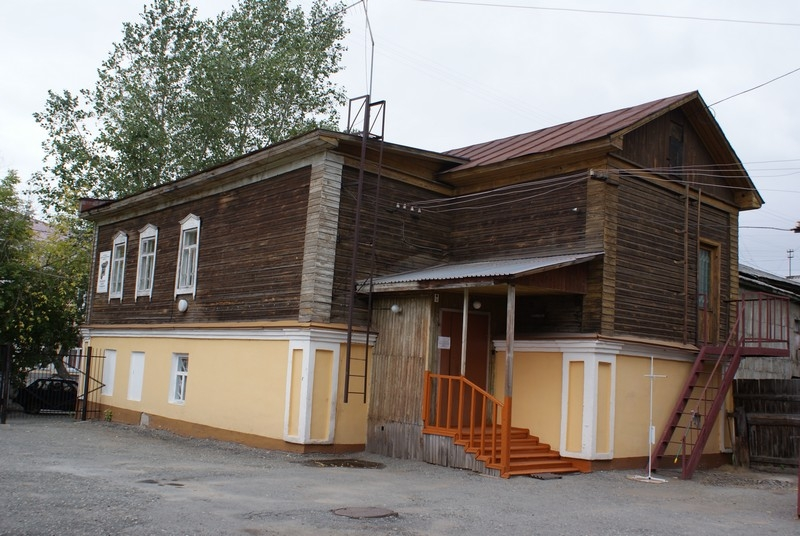
Советская ул., 116
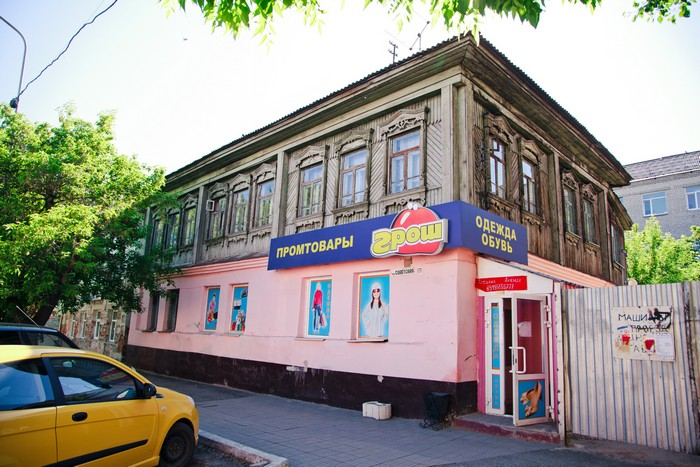
Советская ул., 118
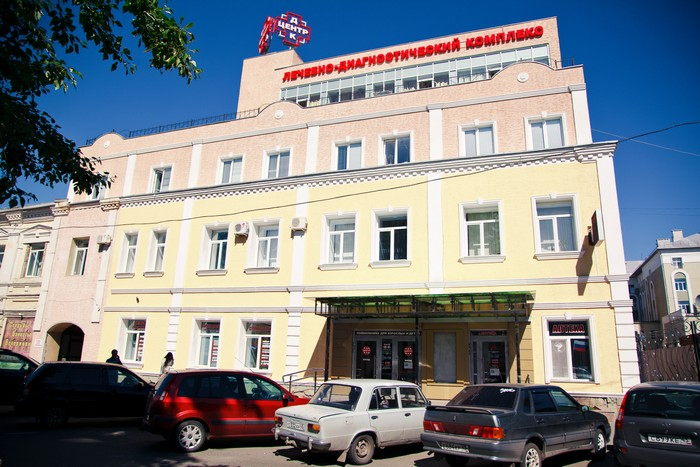
Советская ул., 119
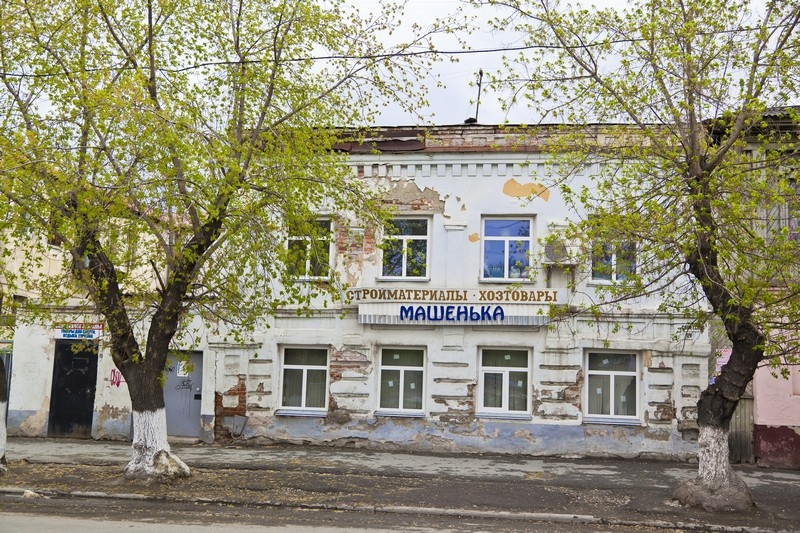
Советская ул., 120
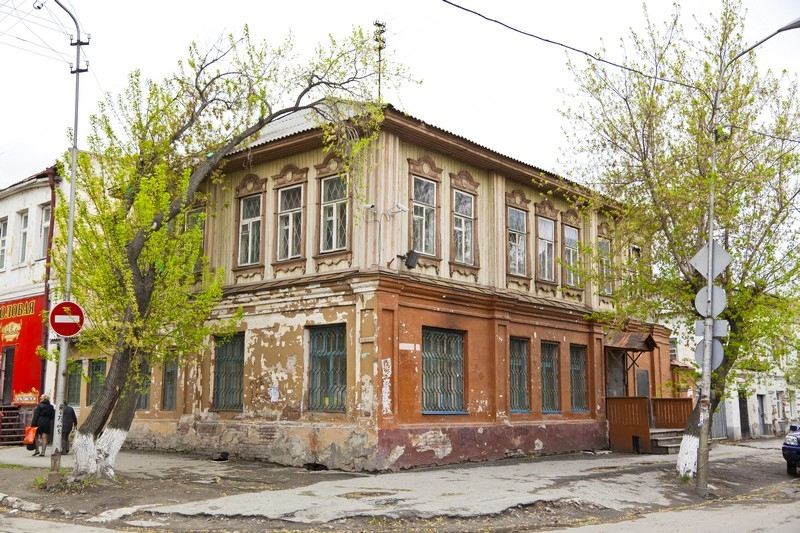
Советская ул., 122
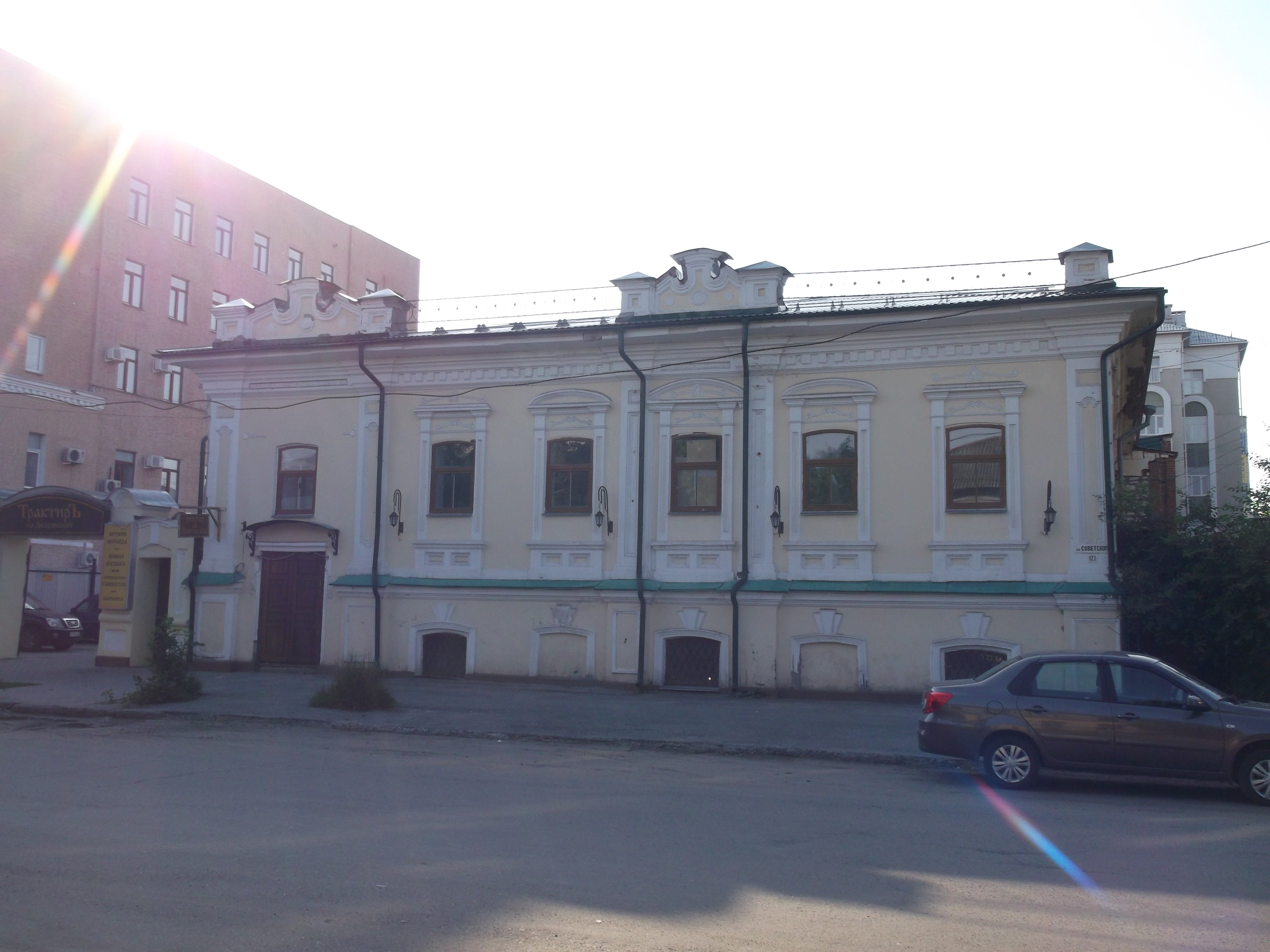
Советская ул., 123
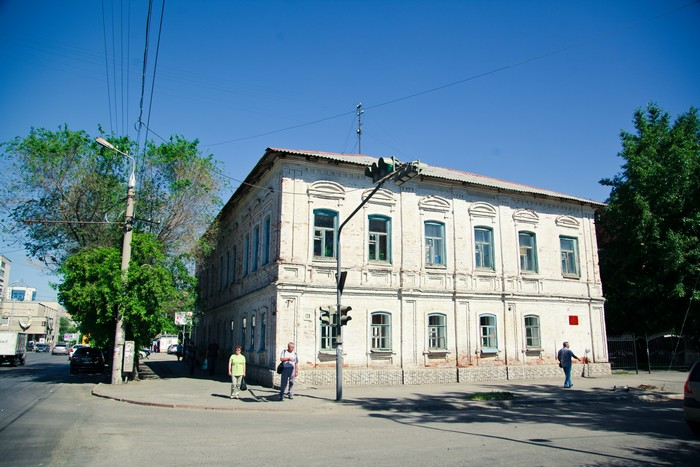
Советская ул., 129
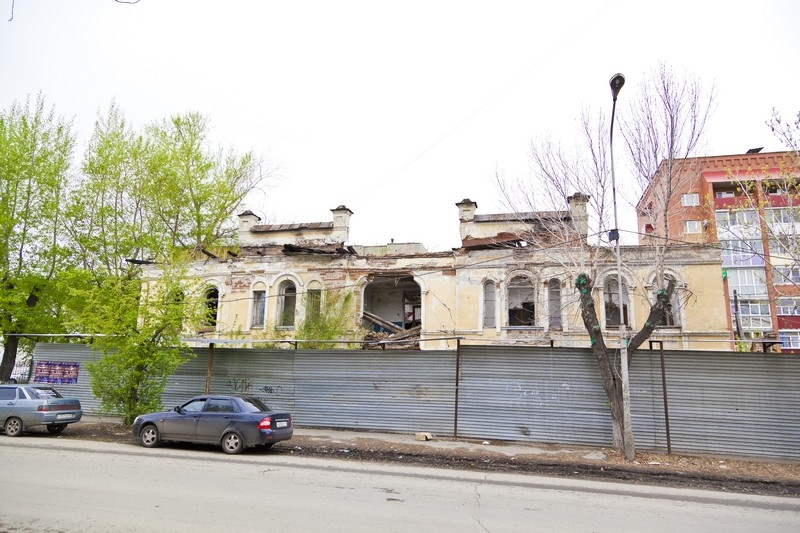
Советская ул., 131
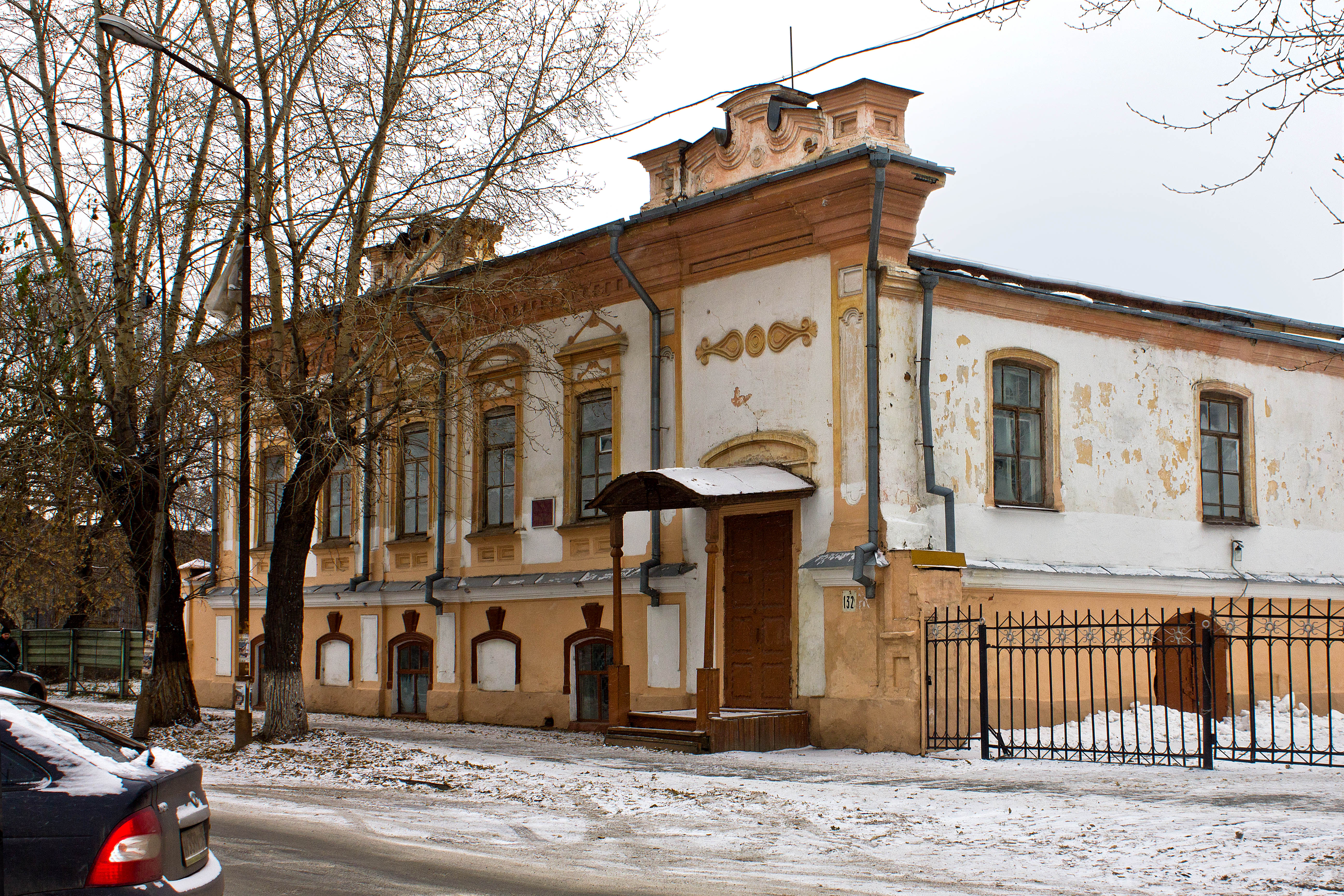
Советская ул., 132
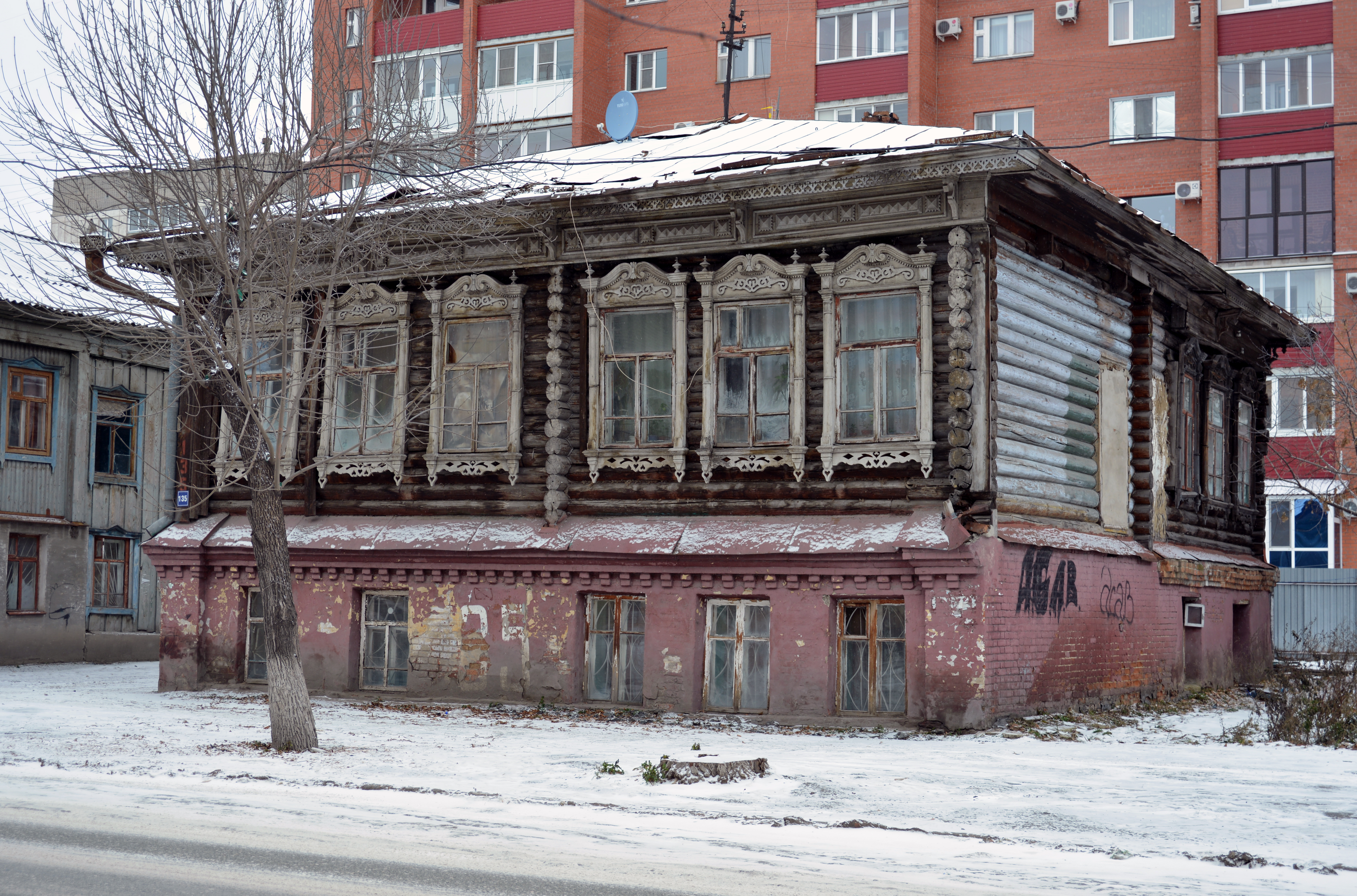
Советская ул., 135
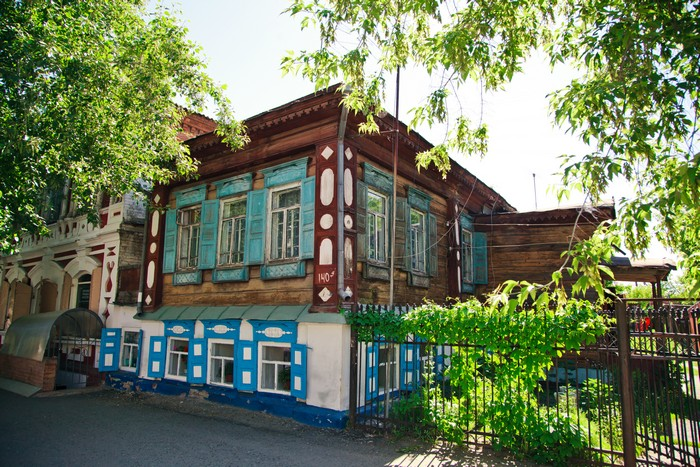
Советская ул., 140а
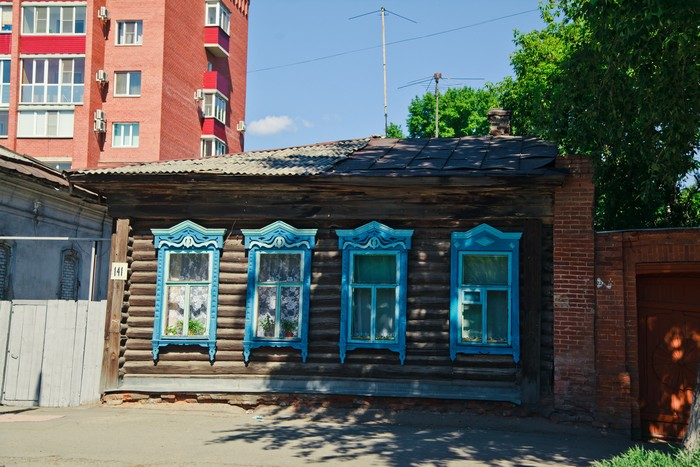
Советская ул., 141
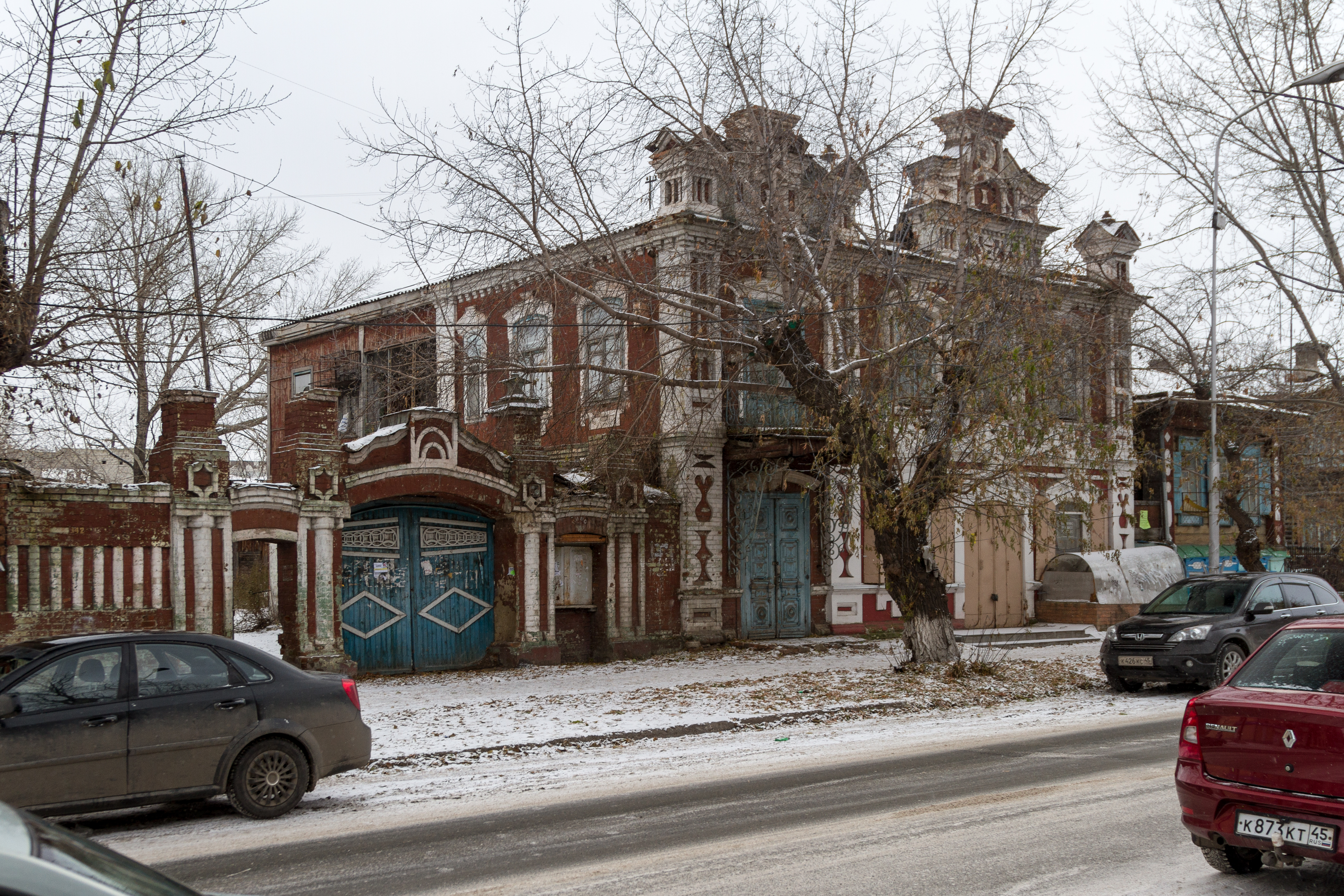
Советская ул., 142
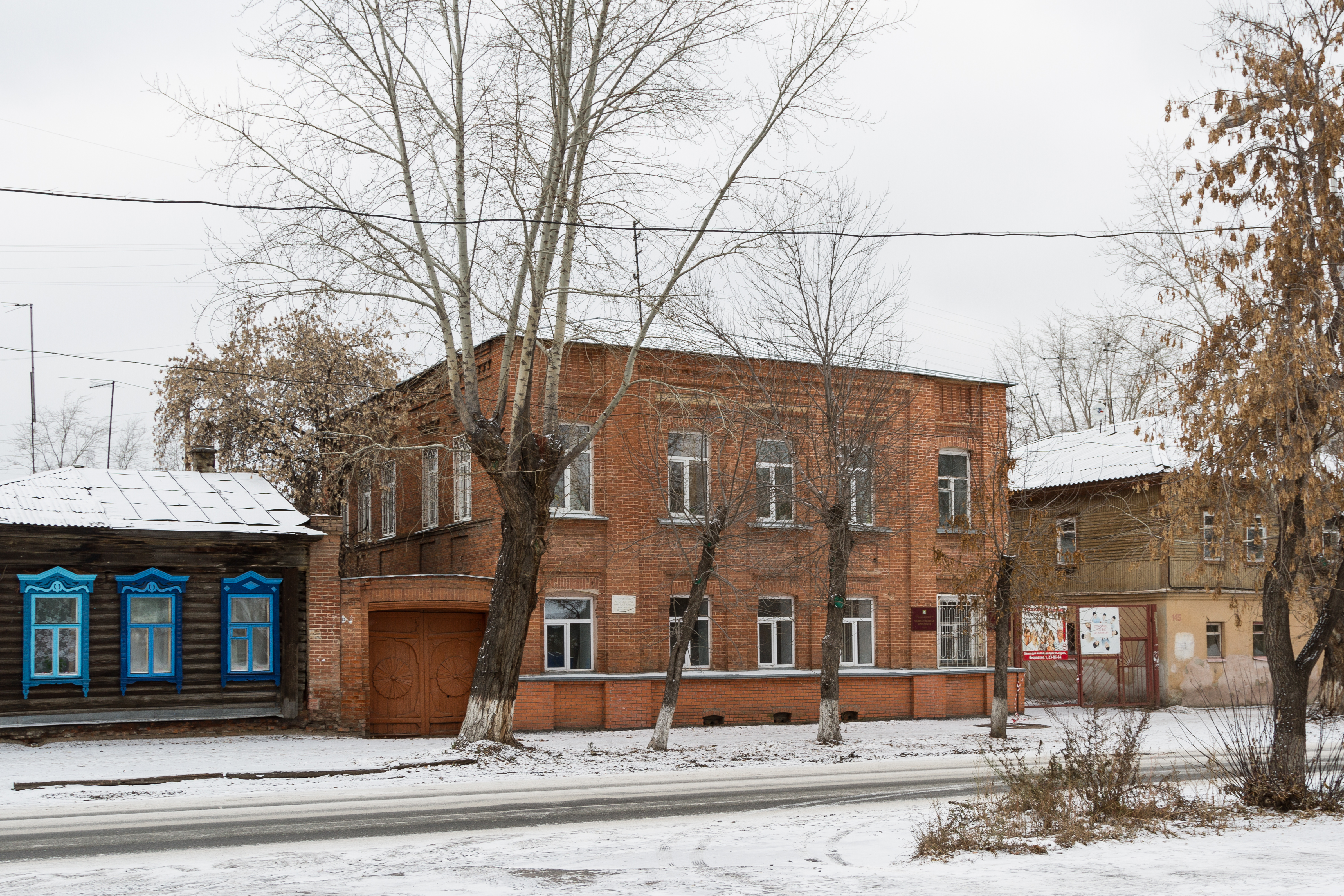
Советская ул., 143
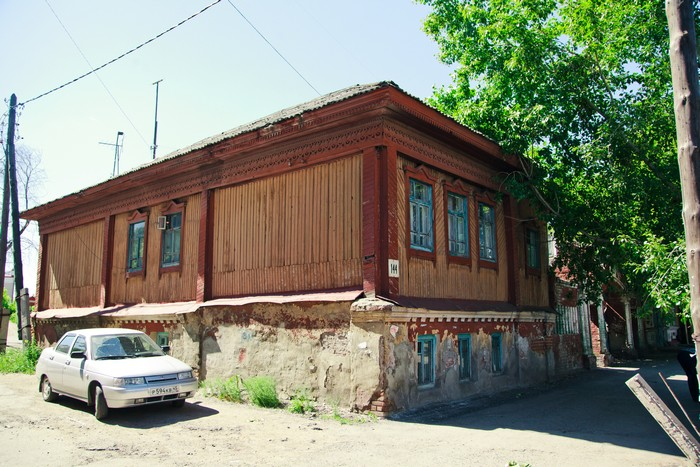
Советская ул., 144
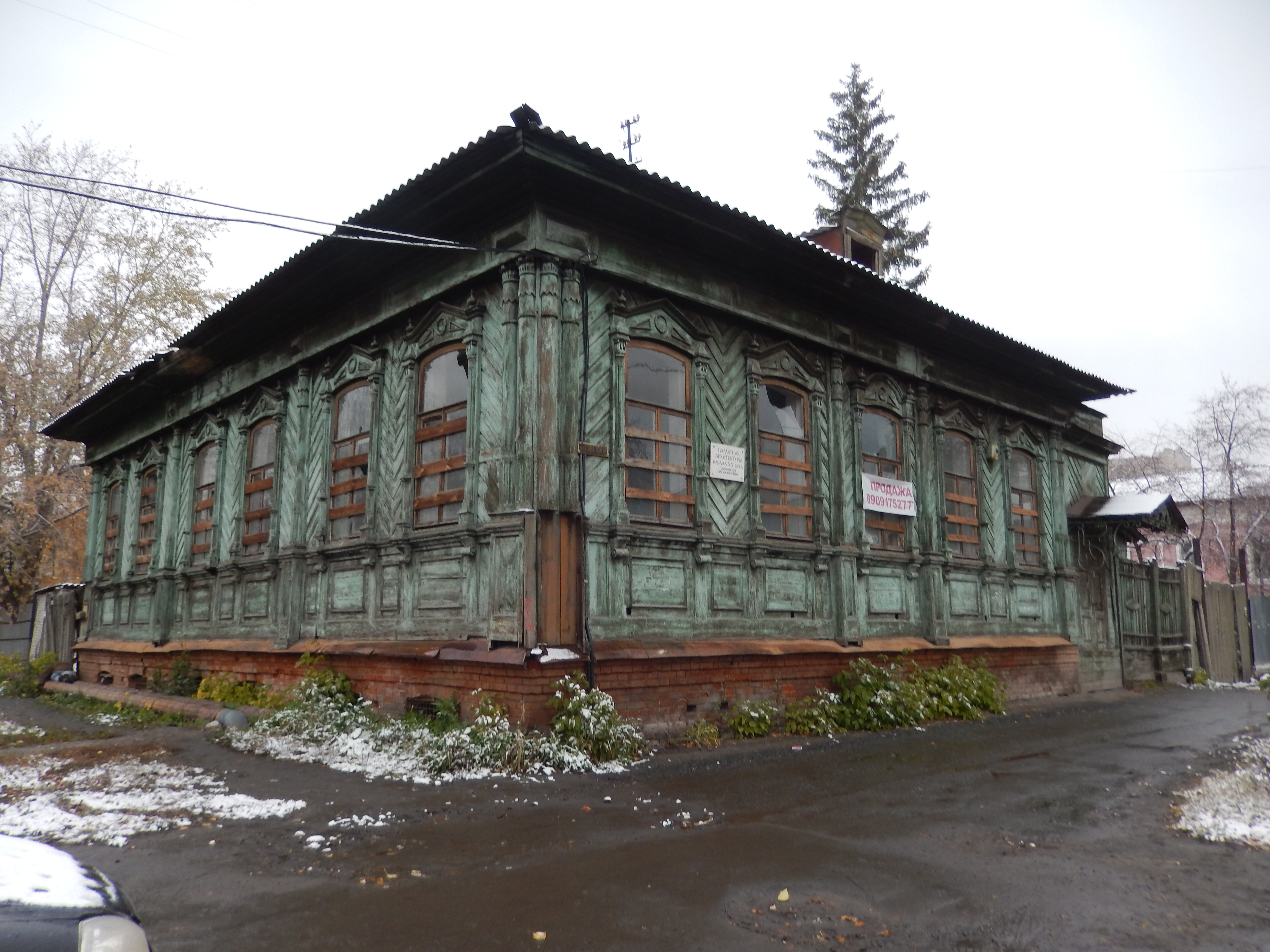
Советская ул., 149
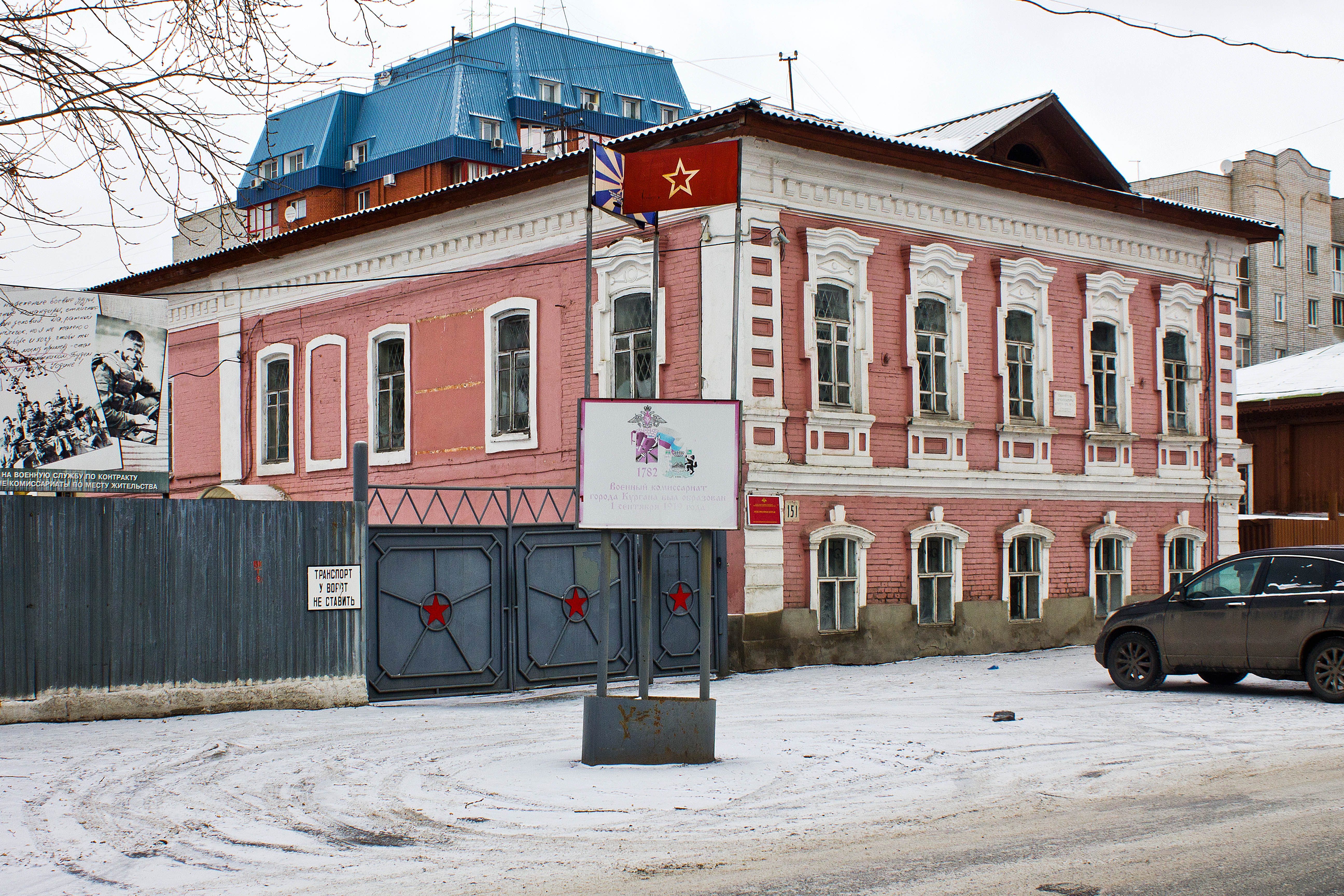
Советская ул., 151, корп. 1
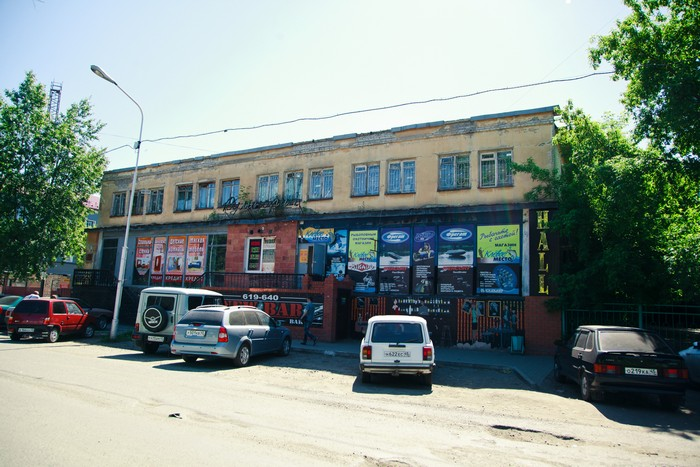
Советская ул., 152
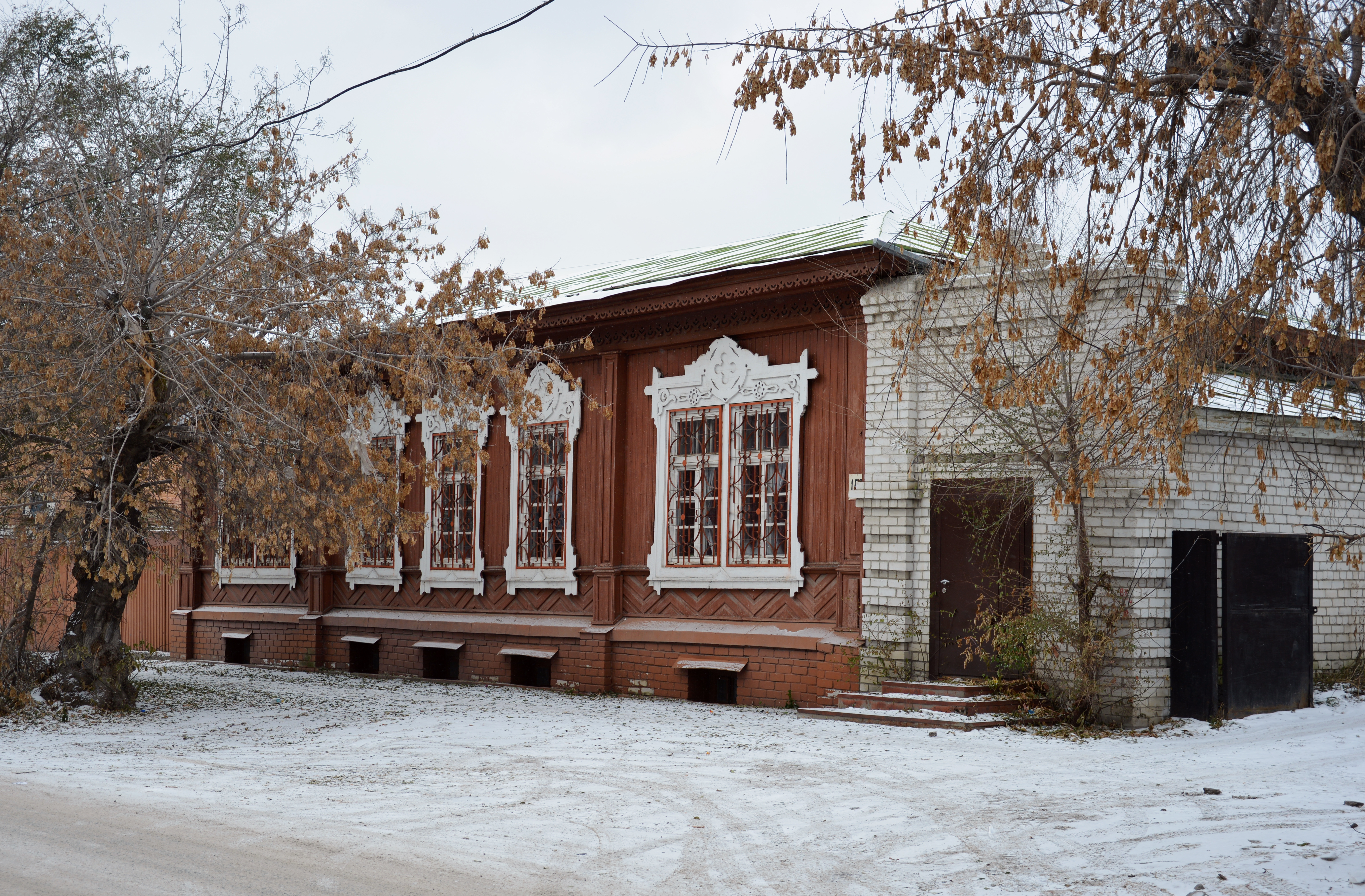
Советская ул., 153
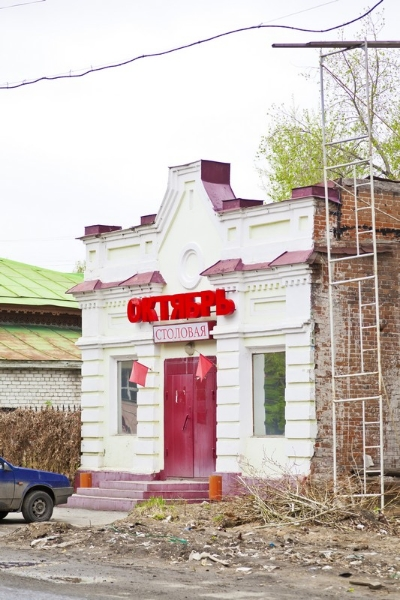
Советская ул., 155
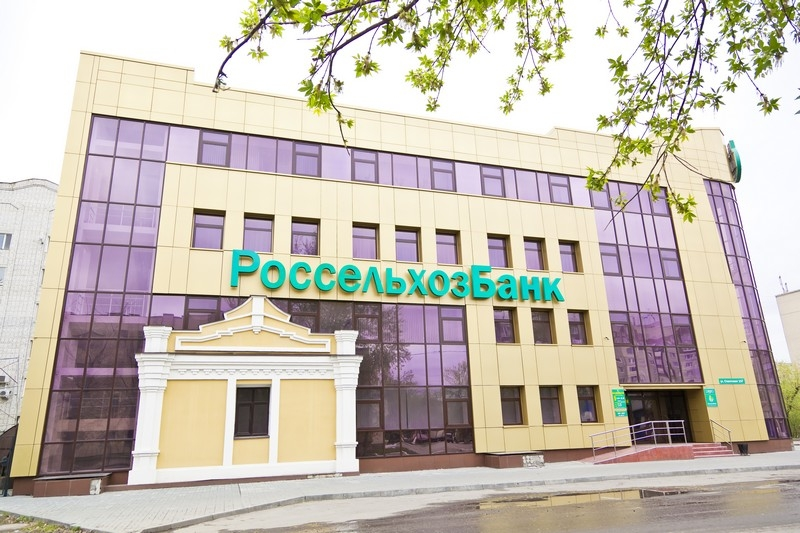
Советская ул., 157
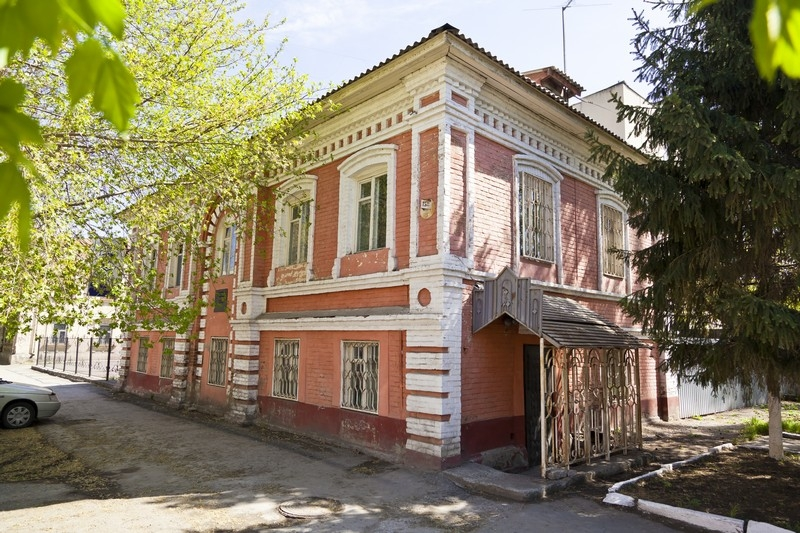
Советская ул., 158
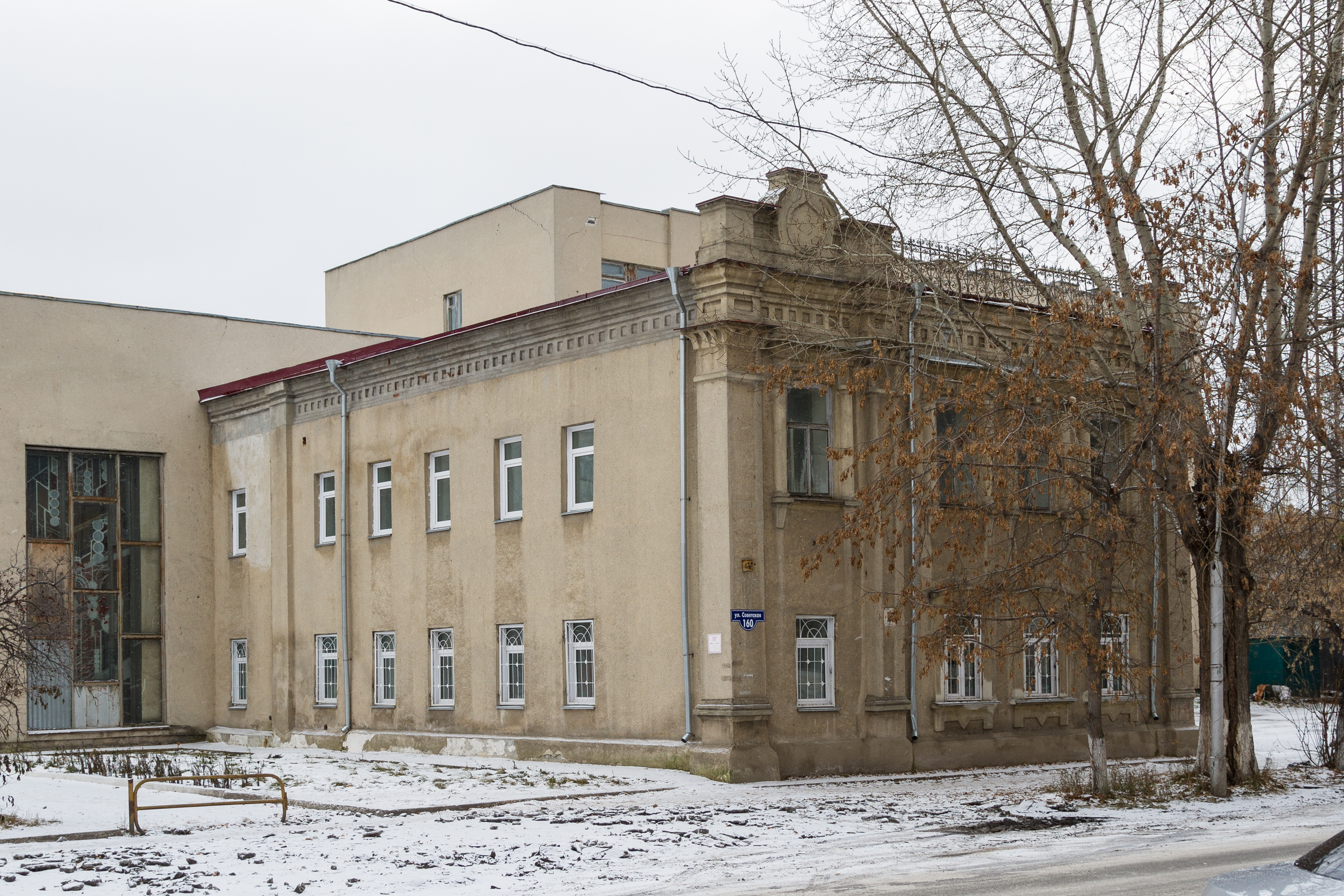
Советская ул., 160